# Jean Le Moal
Pour les personnes ayant le même patronyme, voir Le Moal.
Jean Le Moal, né le 30 octobre 1909 à Authon-du-Perche et mort le 16 mars 2007 à Chilly-Mazarin, est un peintre non figuratif français de la Nouvelle École de Paris.

## Biographie

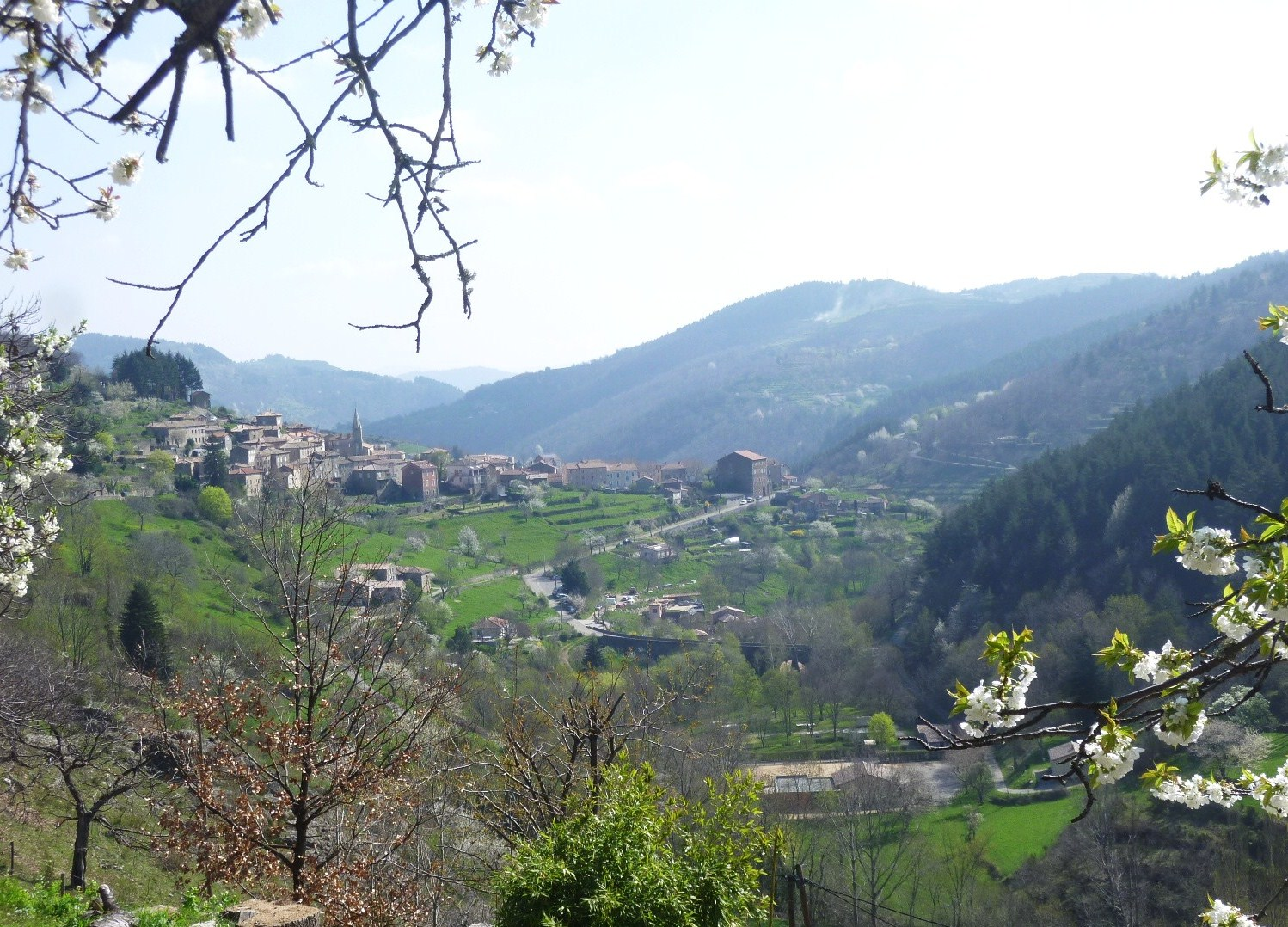
Saint-Pierreville.

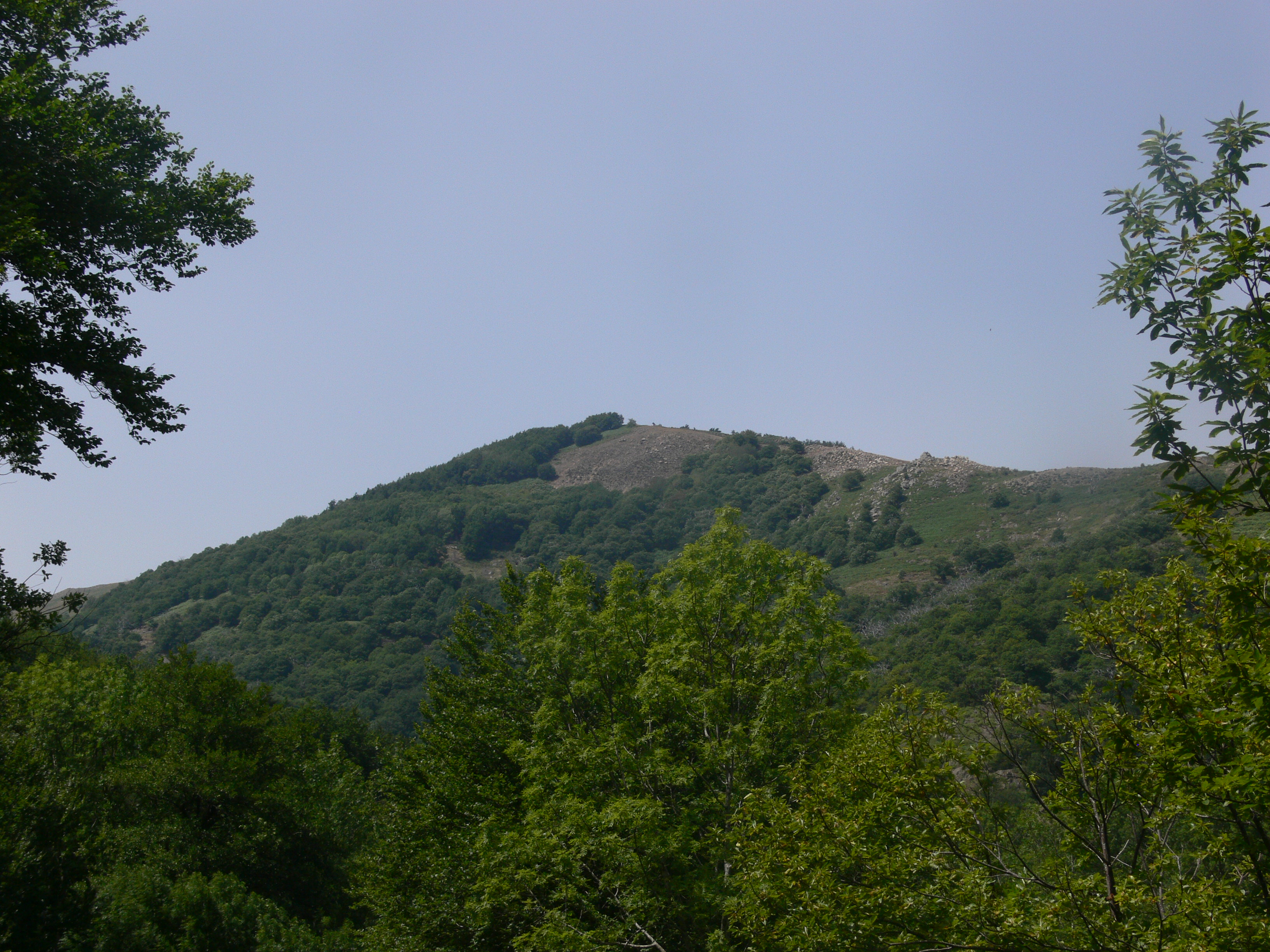
Alentour de Saint-Pierreville. Jean Le Moal s'en inspire dans Paysage de l'Ardèche, 1943.

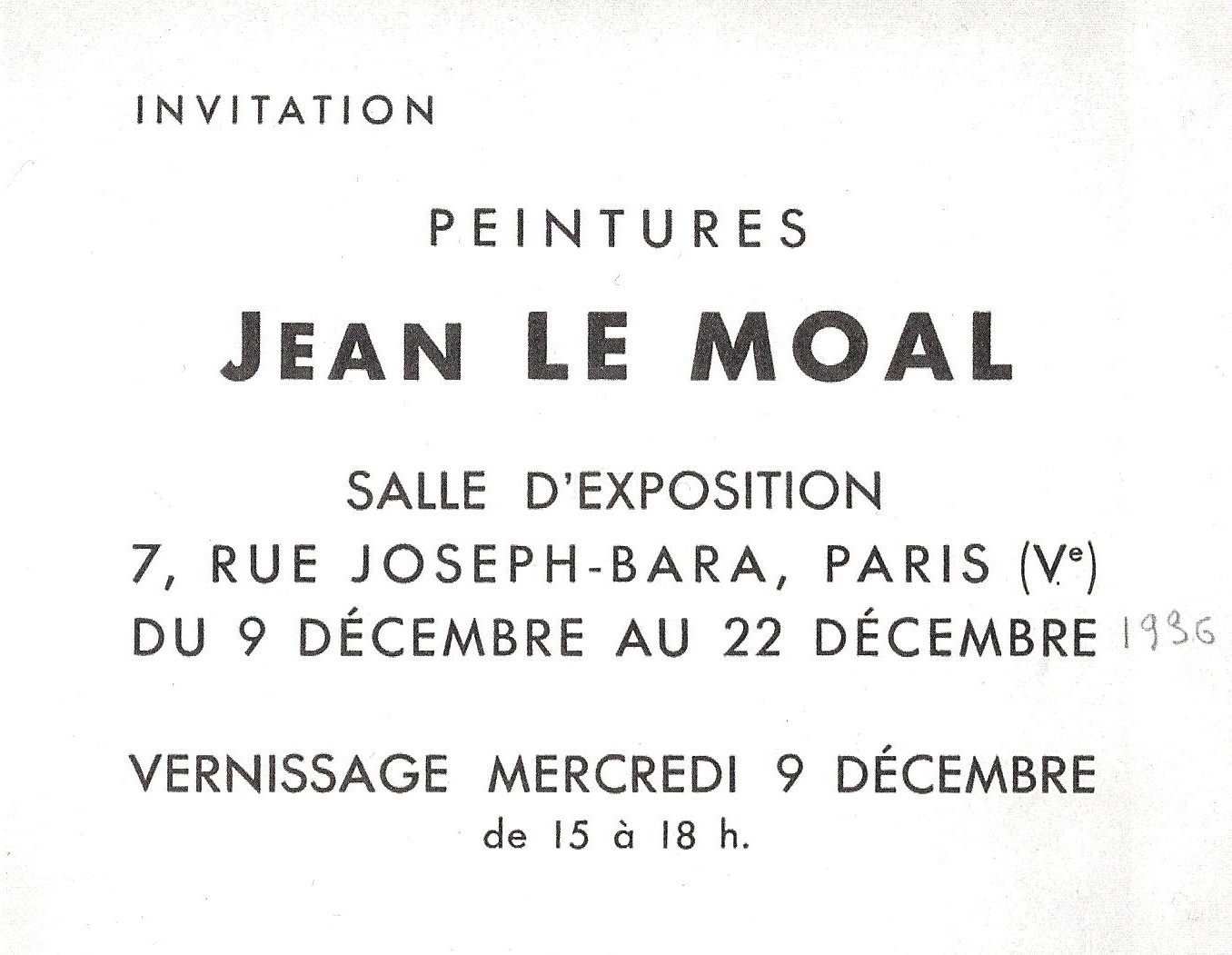
Première exposition personnelle de Jean Le Moal, Académie Ranson, 1936.

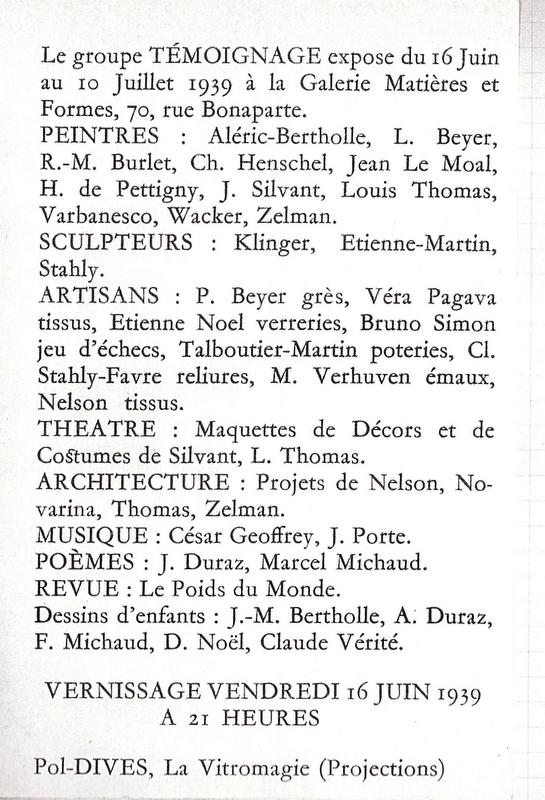
Exposition Témoignage, 1939.

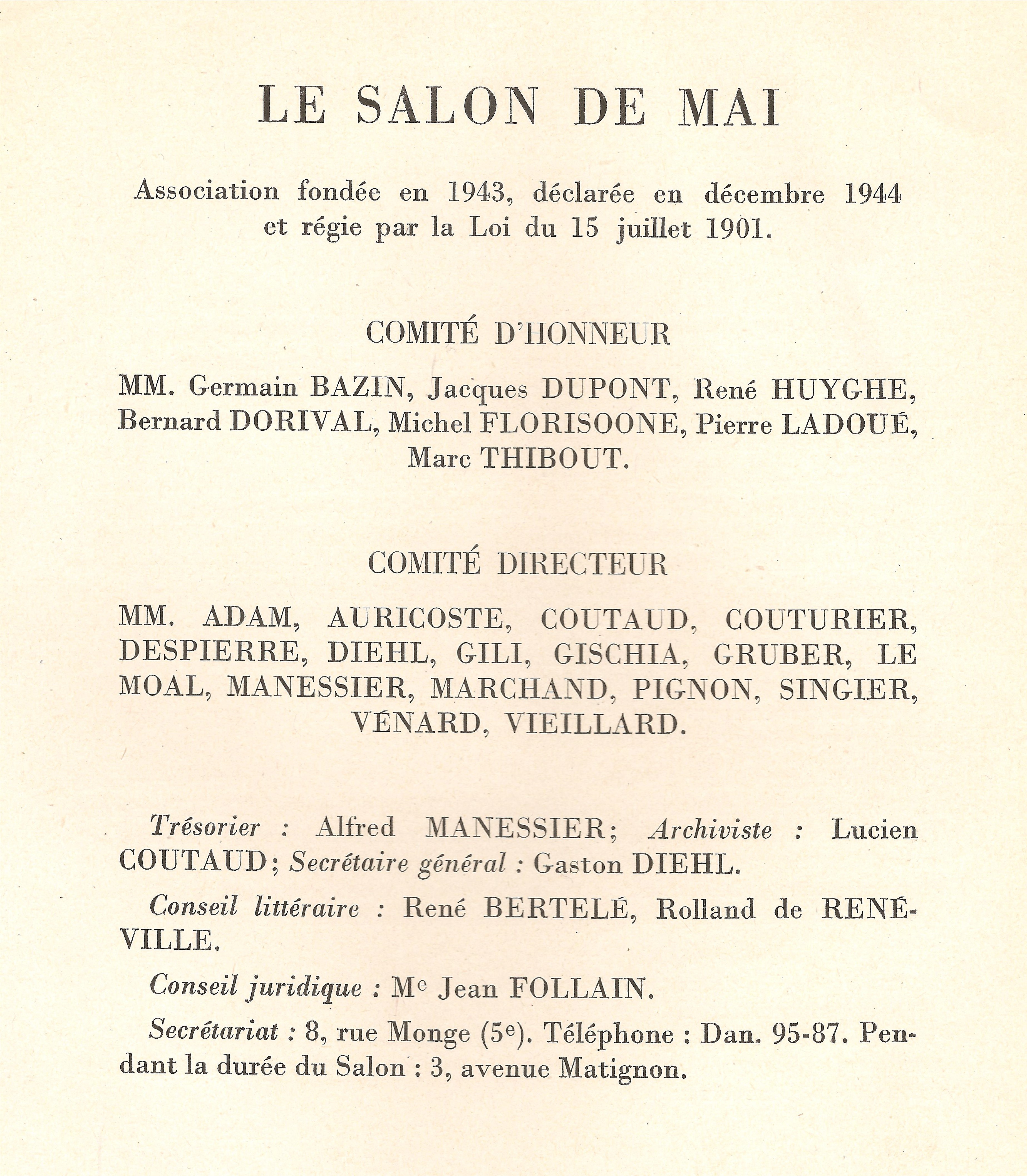
Premier Salon de Mai, 1945.

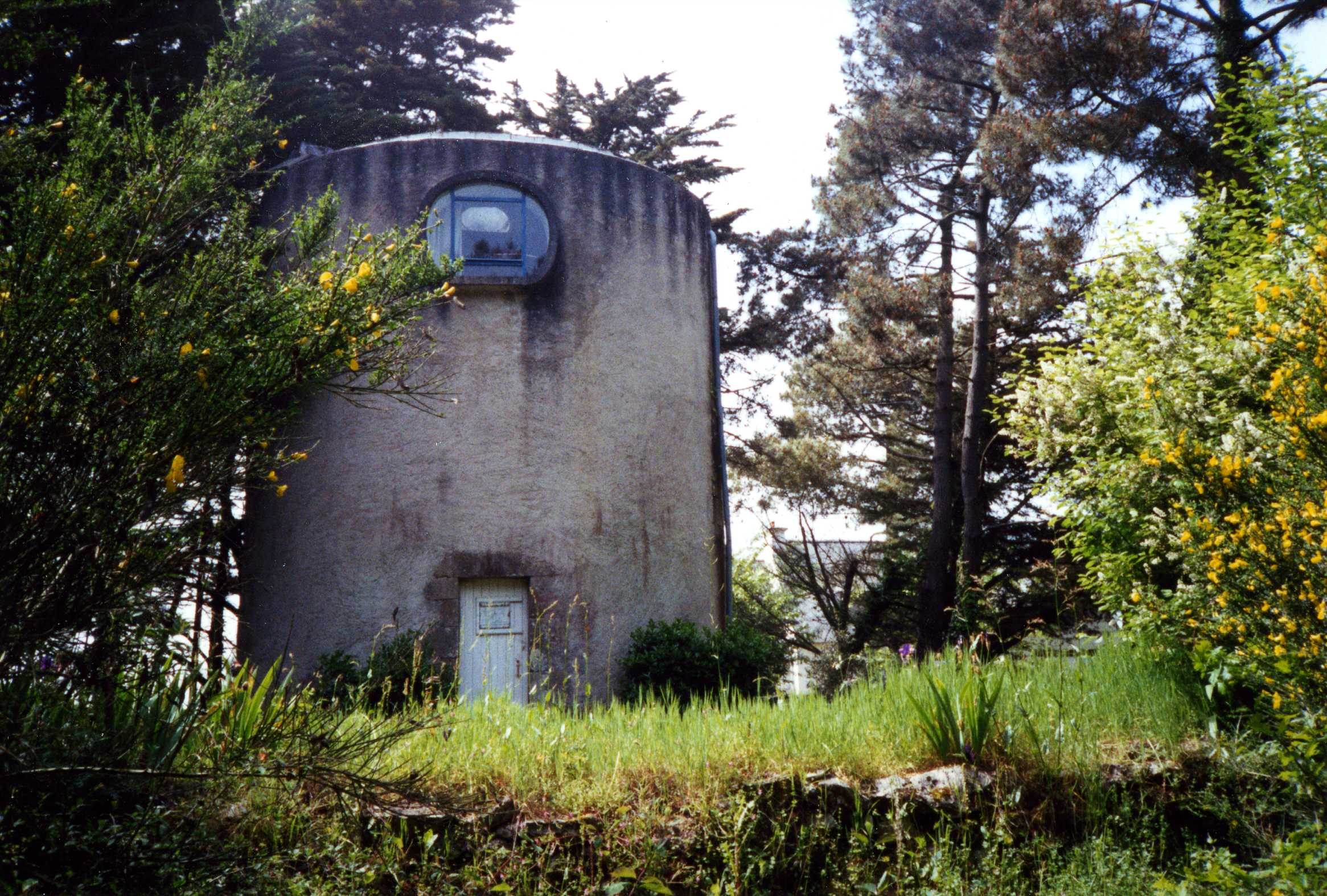
Ancien moulin acquis et rénové par Jean Le Moal à Larmor-Baden dans lequel il travaille dans les années 1950.

Jean Ollivier Joseph Le Moal naît en 1909 à Authon-du-Perche (Eure-et-Loir). Son père François Laurent Joseph Le Moal, né en 1877 à Ploumoguer, y est nommé comme ingénieur des Travaux Publics, après un premier poste à Saint-Pierreville (Ardèche) où il se marie en 1906 avec Jeanne Sabarot, originaire du village. Après de nouvelles affectations de son père, en 1910 au Mans, en 1914 à Seyssel (Haute-Savoie), Jean Le Moal passe, pendant la guerre, séjourne en 1915 quelques mois chez sa tante maternelle à Fontaines-sur-Saône puis passe deux années à Saint-Pierreville où ses grands-parents maternels, Joseph Émile Sabarot et Mélanie Mounier, tiennent un hôtel. En 1918 il séjourne longuement chez son grand-père paternel, Ollivier Marie Le Moal, à Brest.
Peu auprès son retour en 1919 à Seyssel, sa mère, née en 1886, meurt d'une embolie et Jean Le Moal est à partir de 1923 interne au lycée d'Annecy, durant trois ans. Il découvre en 1924 la sculpture, dessine et copie des gravures, réalise des bas-reliefs en plâtre, des sculptures en terre et des médailles.
Venu à Lyon en 1926 pour y suivre à l'École des Beaux-Arts des études d'architecture, intéressé plutôt par la sculpture, Jean Le Moal s'inscrit finalement dans la section d'architecture intérieure, fréquente le musée où il s'initie à l'histoire de la peinture, et lit les œuvres d'Élie Faure. Il peint en 1928 ses premières toiles, sur le motif, en Bretagne à Lampaul-Plouarzel.
Quand il s'installe à Paris en février 1929, Jean Le Moal copie des toiles au Louvre (Cézanne, Chardin, Renoir, Rembrandt, Murillo, Poussin) où il rencontre et se lie avec Alfred Manessier. Il dessine simultanément des nus dans les Académies de Montmartre et de Montparnasse (Othon Friesz) et peint des natures mortes. Il fait en 1932 des voyages en Belgique et aux Pays-Bas dont il visite les musées. En 1934 il voyage avec Manessier dans le sud de la France et peint sur le motif (Arles, Avignon, Eygalières), puis séjourne en Bretagne et Normandie, peignant ses dernières toiles réalistes (Camaret, Pointe Saint-Mathieu, Fécamp).
Avec Manessier, Jean Le Moal s'inscrit dans le dernier trimestre 1934 à l'Académie Ranson où Roger Bissière a ouvert un atelier de fresque, après y avoir enseigné la peinture. Jean Le Moal en devient le massier et travaille simultanément dans celui de sculpture, dirigé par Charles Malfray sous le patronage de Maillol, en compagnie d'Étienne Martin et François Stahly. Il fait également la connaissance de Jean Bertholle, ami de Bissière. En 1935, Jean Le Moal découvre à Barcelone les fresques catalanes. Ses œuvres font l'objet d'une exposition à l'Académie en décembre 1936
Aux côtés de Bertholle, Bissière, Manessier, Étienne Martin, Stahly, Nicolas Wacker, Lucien Beyer Zelman, Le Moal expose avec le groupe « Témoignage », animé par Marcel Michaud, qui réunit peintres, sculpteurs, musiciens et écrivains, lors de sa première manifestation en 1936 au Salon d'automne de Lyon, puis à Paris en 1938 et 1939. En 1937, il travaille à la décoration du Pavillon des Chemins de fer (Félix Aublet, Bissière et Robert Delaunay) de l'Exposition internationale des Arts et Techniques de Paris, avec notamment Bertholle et Manessier, puis réalise avec Jean Bazaine un panneau mural pour le Pavillon des Auberges de Jeunesse.
En 1939, Le Moal réalise une peinture murale pour l'école d'Eaubonne (Val-d'Oise) puis collabore avec Bertholle et Zelman à la réalisation à Paris d'un plafond de 1 400 m2 du Pavillon français des Vins à l'Exposition universelle de New York (Herbé et Zehrfuss architectes) et participe à sa mise en place. Sur la recommandation de Marie-Berthe Aurenche, compagne de Max Ernst, les trois peintres présenteront brièvement leurs peintures à la galerie Julien Levy, ouverte au courant surréaliste. Jean Le Moal crée ensuite ses premiers décors et costumes pour le Théâtre des Quatre Saisons (Jean Dasté, André Barsacq et Maurice Jacquemont) dont il accompagne comme régisseur la tournée en Bourgogne. Mobilisé en 1939 à Draguignan, Jean Le Moal regagne après la démobilisation la Bretagne puis accompagne à Lyon Maurice Jacquemont qui veut y créer un nouveau Théâtre des Quatre Saisons pour la zone libre et se voue pendant deux ans à la création de décors et costumes.
Première manifestation sous l'Occupation de la peinture d'avant-garde, l'exposition des « Vingt jeunes peintres de tradition française » organisée par Bazaine, avec notamment Bertholle, Lapicque, Le Moal, Manessier, Pignon, Singier, à la Galerie Braun en 1941 était une façon de manifester contre l'idéologie nazie qui condamnait « l'art dégénéré ». C'est dans cette période que se constitue ce qu'on appellera la Nouvelle École de Paris, dont Le Moal sera un des représentants majeurs.
Après de nouvelles expositions de « Témoignage » à Lyon, Jean Le Moal rentre en 1943 à Paris avec Maurice Jacquemont, pour qui il réalise les décors et costumes de « L'étoile de Séville » (Lope de Vega) au Studio des Champs-Élysées. Après un séjour à Vannes, il regagne Paris et fuit le Service du travail obligatoire en rejoignant Saint-Pierreville. Il participe à l'exposition « Douze peintres d'aujourd'hui », préfacée par Gaston Diehl et dénoncée par la presse de la collaboration, à la Galerie de France inaugurée en 1942, qui deviendra un des hauts lieux de la peinture non figurative.
Le 6 mai 1944, Jean Le Moal épouse Juana Muller, sculpteur d'origine chilienne et participe en 1945 au premier Salon de Mai, dont il est l'un des membres fondateurs. Il expose en 1946 avec Manessier et Singier à la prestigieuse Galerie René Drouin. En 1948 il s'engage dans une série de gravures (burins et eaux-fortes) qu'il poursuivra jusqu'en 1951. Il réalise en 1949 de nouveaux décors et costumes pour le Centre dramatique de l'Ouest et le Studio des Champs-Élysées.
Tandis qu'il présente en 1950 une exposition personnelle à la Galerie Billiet-Caputo, plusieurs tapisseries sont exécutées d'après ses maquettes, pour le Mobilier National, par les tisserands Plasse Le Caisne qu'il présente à Manessier (ils réaliseront par la suite l'ensemble de son œuvre tissé). Il participe à « Présences 1951 », exposition inaugurale de la nouvelle Galerie de France de Myriam Prévot et Gildo Caputo et fait un premier séjour, chez le peintre chilien Eudaldo, à Alba-la-Romaine que fréquentent de nombreux artistes, notamment Ginés Parra, Theodore Appleby et Stanley Hayter, et où il ne cessera de revenir régulièrement. Grâce au chanoine Ledeur, il se voit confier des restaurations d'églises (à Maîche et Vercel).
Sa femme, le sculpteur Juana Muller, meurt en 1952. « De cette période douloureuse, l'œuvre par la suite ne portera aucune trace. Aucune révolte, aucun pathétique de surface ne viendront en orienter le développement. Le Moal dans son activité créatrice reste l'homme d'un secret parfaitement efficace : cette longue retraite devient peu à peu pour lui l'occasion d'une réflexion sur soi-même et d'un approfondissement des moyens picturaux. Alors que tous le croient arrêté, c'est à ce moment précis qu'il reprend sa marche en avant et pénètre dans une sorte de nouveau monde qu'il avait à peine entrevu », écrira Camille Bourniquel.
À partir de 1955 Jean Le Moal réalise, durant quatre ans, décors et costumes pour la Comédie de Saint-Étienne de Jean Dasté. Il réalise en 1956 une exposition à la Galerie de France et un premier vitrail, pour l'église Notre-Dame-en-Saint-Melaine de Rennes, et en 1957 travaille aux vitraux du baptistère de l'église Saint-Martin de Brest (pour laquelle il en réalise d'autres en 1961), à ceux de la crypte, au pavement et à une mosaïque murale pour l'Église du Sacré-Cœur d'Audincourt. Avec Manessier il réalise également en 1958 les vitraux de la chapelle Notre-Dame du Pouldu. L'Œuvre gravée, dirigée en Suisse par Nesto Jacometti, édite une série de ses lithographies sur le thème des saisons.

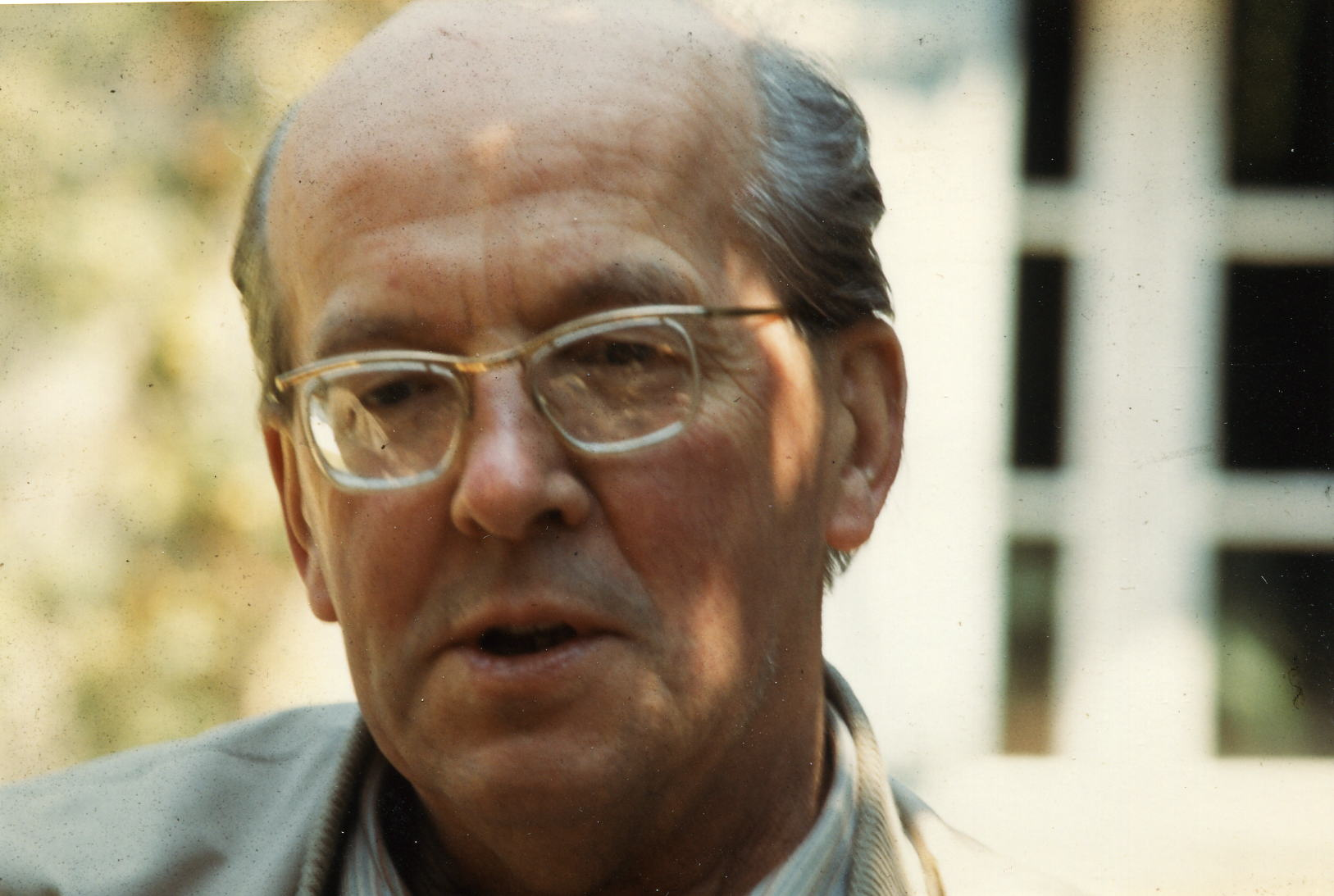
Jean Le Moal en 1971.

Après avoir de nouveau exposé en 1959 à la Galerie de France, Jean Le Moal rejoint dans les années 1960 la Galerie Roque où il côtoie Jean Bertholle et Elvire Jan. En 1965 une grande tapisserie pour le chœur de l'église Notre-Dame de Rennes est exécutée par les ateliers Plasse Le Caisne. Jean Le Moal part la même année en Amérique du Sud (Chili, Pérou) pour y accompagner une exposition itinérante de peintres français. En 1966 il compose une mosaïque pour le lycée français de Bruxelles et travaille à des vitraux pour l'église Saint-Louis de Besançon, puis de 1968 à 1972 aux vitraux de la Cathédrale Saint-Vincent de Saint-Malo (300 m2) (ateliers Bernard Allain).
Ayant simultanément installé un atelier à Alba-la-Romaine, Jean Le Moal y peint chaque été des toiles de grands formats, sur les thèmes des Andes, de la mer ou des saisons, qui sont exposées de nouveau à la Galerie de France en 1974. De 1978 à 1990 il réalise les vitraux de la cathédrale de Nantes (500 m2). De 1985 à 1987 Jean Le Moal travaille encore aux vitraux de la cathédrale de Saint-Dié-des-Vosges, en compagnie notamment de Manessier, Bazaine, Lucien Lautrec et Elvire Jan. En marge de toute intention symboliste comme de toute visée seulement décorative, son travail, selon Jean Le Moal, « doit avant tout créer, dans un espace donné, une lumière telle qu'on se trouve saisi par (un) climat, de prière pour ceux qui désirent prier, de repos, de silence et de gravité pour ceux qui ne prient pas ».

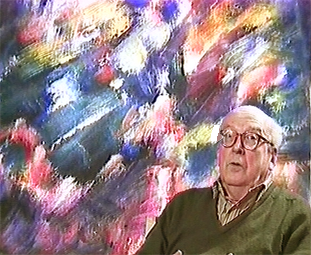
Jean Le Moal en 1995.

Après de nombreuses expositions rétrospectives, en France et à l'étranger, dès les années 1960, en 1970 et 1971 (musées de Rennes, Chartres, Rouen, Dijon, Lille et Caen, puis en 1990-1992 (Lyon, Besançon, Luxembourg, Dunkerque et Nantes), le musée La Cohue à Vannes consacre à Jean Le Moal une exposition, L'invitation au voyage, en 2000. Il fait en 2006 partie des peintres réunis pour l'exposition L'Envolée lyrique, Paris 1945-1956 présentée au musée du Luxembourg (Sénat), (Composition, 1955, Henie Onstad Kunstcenter, Oslo) [catalogue :  (ISBN 8876246797)].
Jean Le Moal meurt le 16 mars 2007 et est inhumé au cimetière du Montparnasse.

## Famille
- Juana Muller (1911-1952), épouse de Jean Le Moal, est une sculptrice non-figurative d'origine chilienne.
- Anne Le Moal (15 février 1945-4 mai 2023[10]), fille de Jean le Moal et de Juana Muller est, sous le nom d'Anne Ar Moal, peintre, décoratrice et costumière[11] pour le cinéma (L'Annonce faite à Marie d'Alain Cuny) et pour le théâtre, notamment de plusieurs spectacles de Catherine Dasté (Visage de sable, 1977 ; Les Dames de Julietta Jérôme dans le gouffre, 1978 ; Les amours de Don Perlimplin avec Belise dans son jardin, 1984 ; L'Eclipse de la balle, 1987), de Bruno Castan (Pourquoi pas?, 1976) et de Roger Blin (Rue noire, 1983)[12]. Elle est également peintre, photographe et illustratrice d'une dizaine de recueils de poèmes, de 1966 à 2023, principalement de Sylvestre Clancier. En 1973 elle participe à la réalisation d'une mosaïque d’après un carton de Jean Le Moal (avec François Le Moal) pour le lycée d’Hayange et collabore de 1984 à 1990 avec Jean Le Moal aux agrandissements, cartons et colorations des maquettes des vitraux de la cathédrale de Nantes  et  de la cathédrale de  Saint-Dié-des-Vosges. Responsable à partir de 1990 durant trois ans du Centre Aire-Libre, Art Contemporain d'Évry-Ville-Nouvelle pendant trois ans, elle y organise des expositions, notamment Regards sur la tapisserie, écritures et signes contemporains[13].

## L'œuvre

### 1928-1942
En 1928 Jean Le Moal peint durant l'été en Bretagne ses deux premières toiles sur le motif, aux alentours du village natal de son père, Lampaul-Plouarzel. Dans les années suivantes il réalise des études de nu et un autoportrait, des natures mortes et plusieurs séries de paysages, à Saint-Pierreville et dans la vallée de Chevreuse en 1933, en Provence et à Camaret en 1934.
Le Moal abandonne l'année suivante la peinture sur le motif, réalise à Vannes des compositions désertiques de barques et de Menhirs puis à Paris une Composition picassique qui, articulée à une volonté cubiste de construction, s'inscrit dans le climat d'un surréalisme diffus.
L'étrange sérénité du Mystère exprimé dans une forme rigoureuse et plastique : ainsi Le Moal résume-t-il en 1936, dans l'annonce d'une exposition de Témoignage, la démarche qui est la sienne et qui anime encore les gouaches ainsi que les peintures qu'il parvient, malgré la pénurie de toile, à réaliser à Lyon entre 1940 et 1942, alors qu'il est absorbé par la création de décors et costumes pour le théâtre.

### 1943-1951

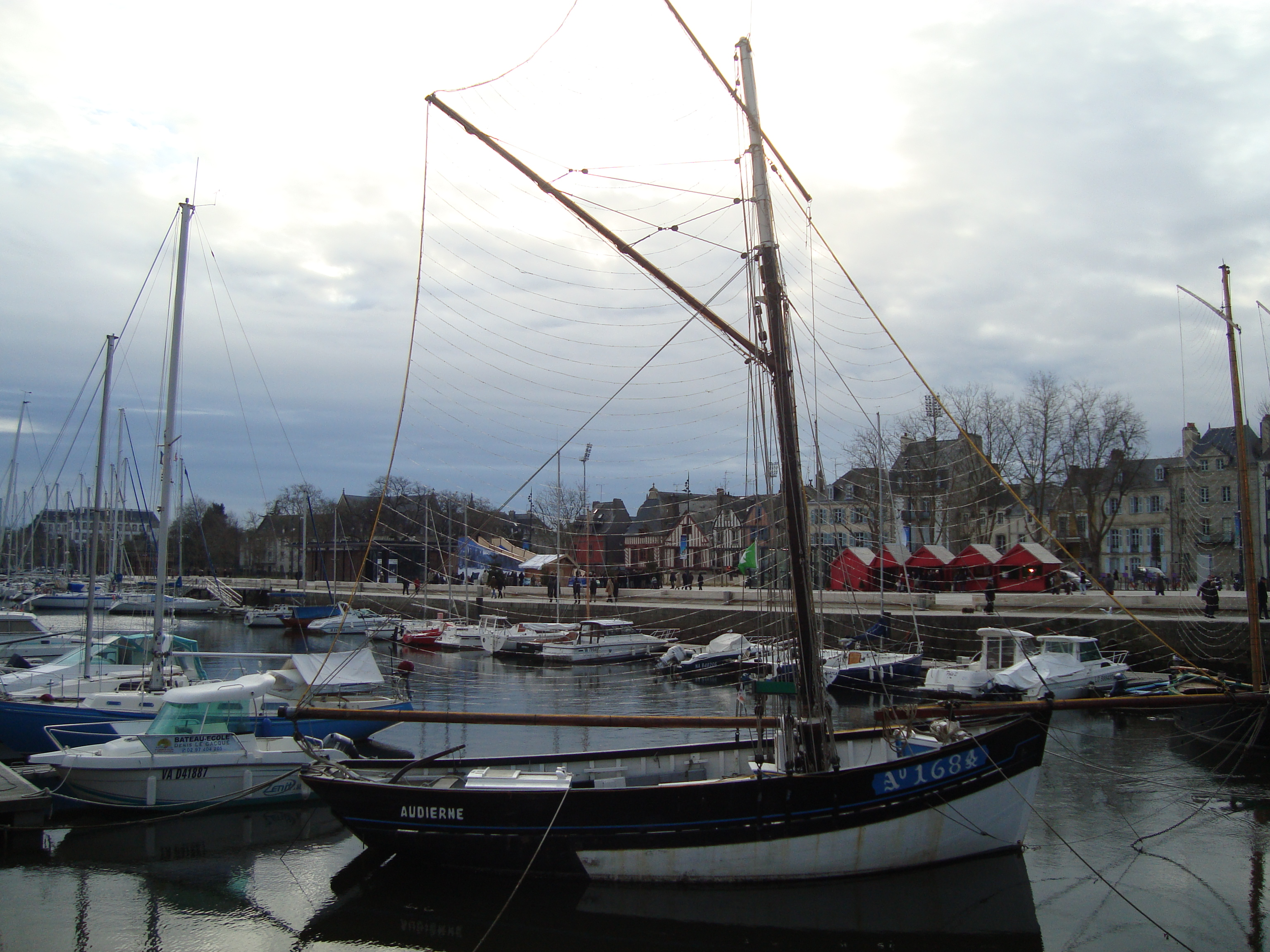
Le port de Vannes que Le Moal a évoqué dans de nombreux tableaux entre 1943 et 1948.

Après un séjour en Bretagne Le Moal peint en 1943 à Saint-Pierreville, autour de ses souvenirs de Vannes et des paysages de Haute Ardèche, des toiles qui manifestent un tournant dans son travail. De retour dans le Morbihan, les barques, les quais et les villages du golfe dont il fait de nombreux croquis commencent à constituer l'un des pôles de sa création, l'autre se développant autour d'une série d'« Intérieurs » aux figures féminines, dans lesquels l'espace se trouve structuré par larges plans équilibrés, vivement brossés.
Camille Bourniquel est le premier, dès 1946, à analyser la qualité de l'instant qui émane de ces Intérieurs :« Quand Le Moal peint un intérieur (…) il nous donne l'image du secret incommunicable, le secret de la vie journalière. Un charme est tendu devant la toile, et à l'intérieur, d'un objet à l'autre : ces objets et l'être qu'ils entourent semblent liés par une aventure séculaire. Le temps a usé certains angles, une communication est devenue possible entre ces choses étrangères l'une à l'autre ». Tout au long de 1944 Le Moal développe en peinture ses croquis bretons de quais et bateaux, arbres et murets de pierres (Paysage d'automne du musée de Vannes, Conleau du musée de Rennes).
Dans les années suivantes les structures des mâts et des phares (L'invitation au voyage, 1945) ou des fauteuils et objets familiers (Nature morte à la mappemonde, 1946-1947) se rencontrent et se confondent en rythmes autonomes, ouvrant au peintre la voie de la non figuration (Composition abstraite, 1949).

### 1952-1957

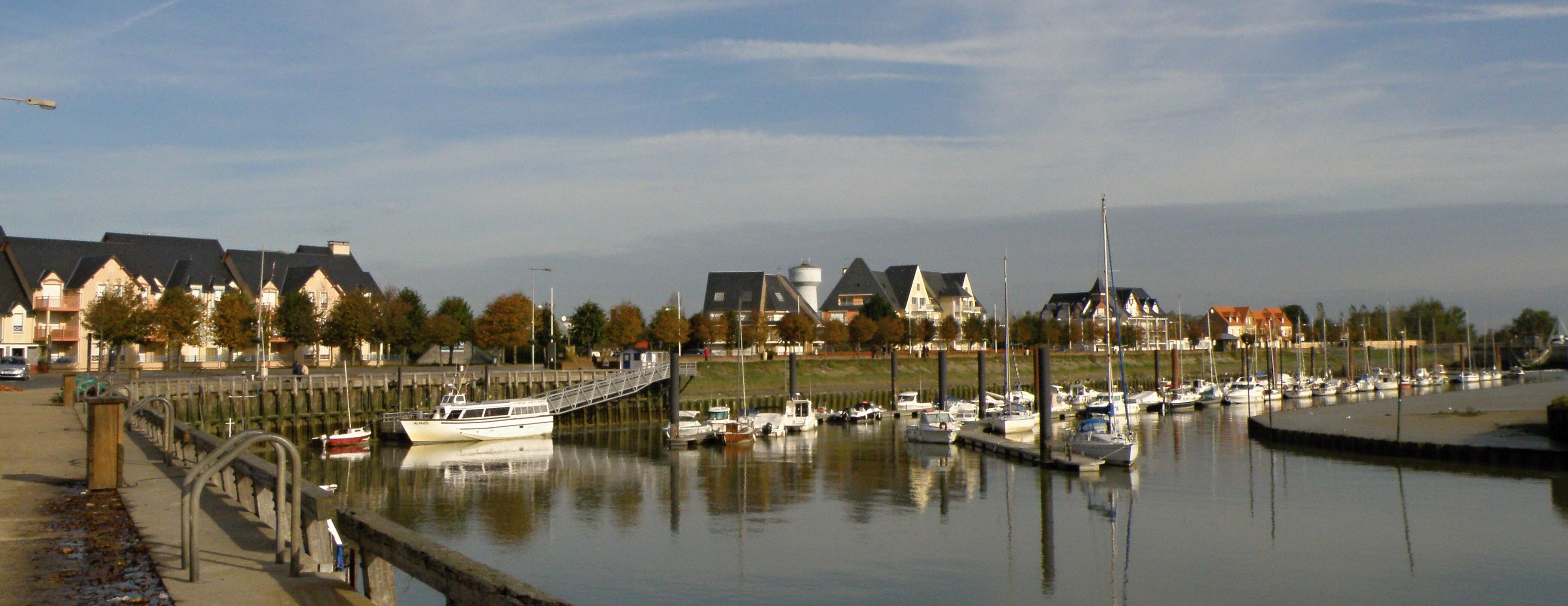
Le port du Crotoy.

À partir de 1952, après une période d'exploration des possibilités de ce nouveau langage, Le Moal s'engage dans deux thèmes essentiels, barques et ports (Souvenir du Crotoy, 1954) d'une part, silhouettes indécises des arbres (Les arbres, 1952-1953, du Henie Onstad Kunstcenter d'Oslo) d'autre part, qui convergent dans l'émergence d'une écriture commune, architecturée par les verticales et les horizontales, les obliques et les courbes. En morcelant l'espace, elles unifient le champ des toiles, prennent possession de leur surface tout entière et constituent une trame qui, libérée de toute allusion, ne retient plus que les purs éclats lumineux des moments du jour et des saisons (La Saint-Jean d'été, 1955, du musée de Dijon).

### 1958-1965

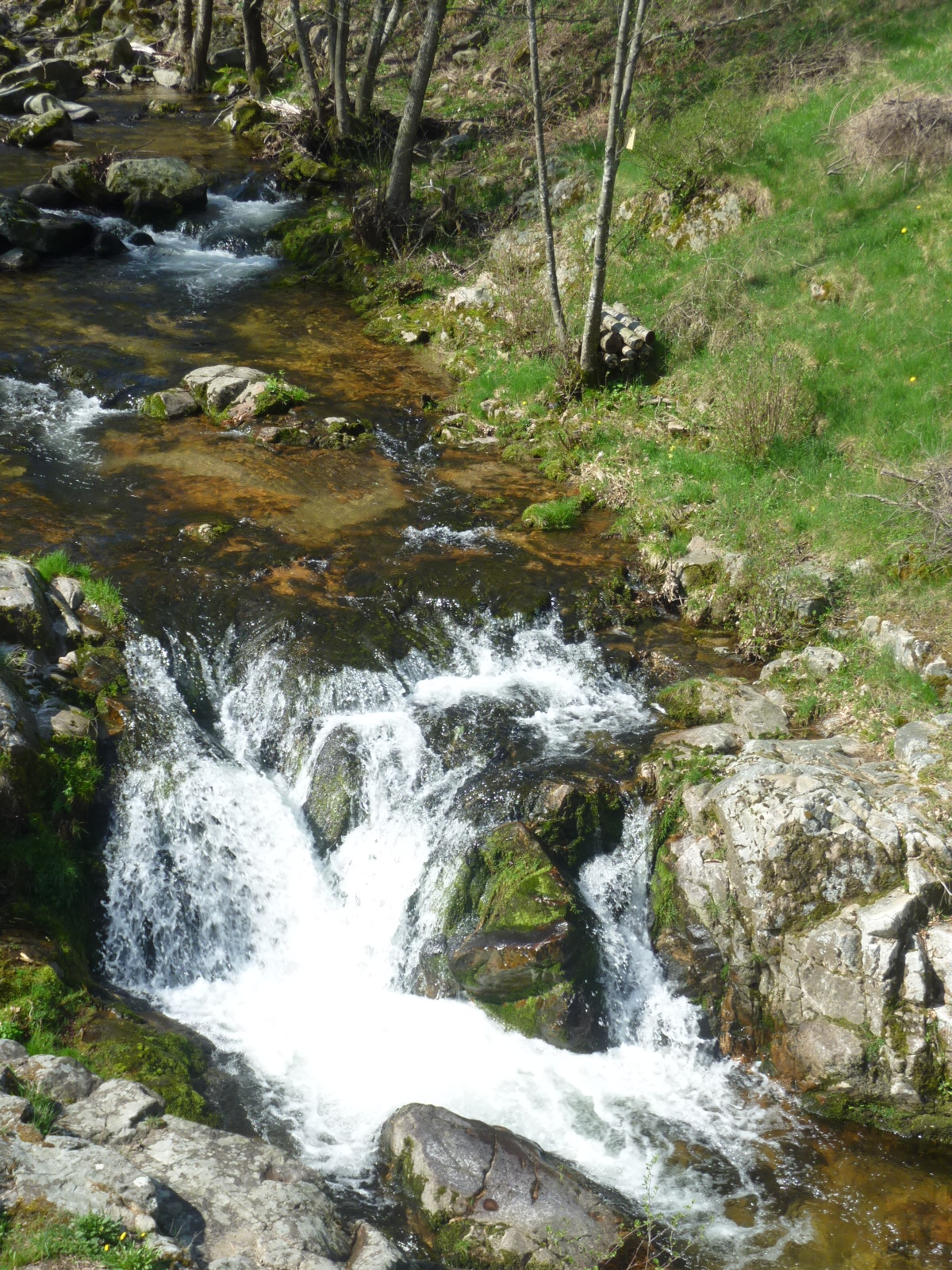
La rivière « la Véruègne » à Saint-Pierreville.

En 1958 Jean Le Moal a l'occasion de redécouvrir les paysages de son enfance à Saint-Pierreville (Haute-Ardèche, 1958). Le monde mouvementé des rochers, des sources (La source, 1959) et des racines (Racines, 1958-1959; Racines et eaux, 1959) l'incite à assouplir, simplifier et progressivement effacer le graphisme jusqu'alors accentué de ses toiles pour diversifier les cheminements et les variations de la lumière.
De plus en plus j'éprouve le besoin de dessiner par la touche et par l'intérieur de la forme, confie-t-il alors. Dans l'élan des masses instables de la couleur traversées par les ravinements d'un graphisme désormais dynamique, ses toiles semblent faire paraître, au-delà des spectacles de la nature « naturée », le jeu mobile des énergies élémentaires d'une nature continuellement « naturante ».
L'émergence de cette nouvelle écriture va permettre à Le Moal d'approcher différemment l'élément marin (L'Océan, 1958-1959, du musée de Quimper; Les Vagues, 1959, musées de Metz) comme les métamorphoses de la lumière au long du cycle des saisons (Flore, 1960, dumusée de Lyon). Les dernières ponctuations qui traversaient ses toiles comme lignes de force s'estompent bientôt et disparaissent, les touches passant les unes dans les autres en franges vibrantes qui achèvent de dissoudre toute structure linéaire (La mer en Bretagne, 1962-1963, et Collines et printemps, 1960-1963, du musée de Fribourg).

### 1965-1974

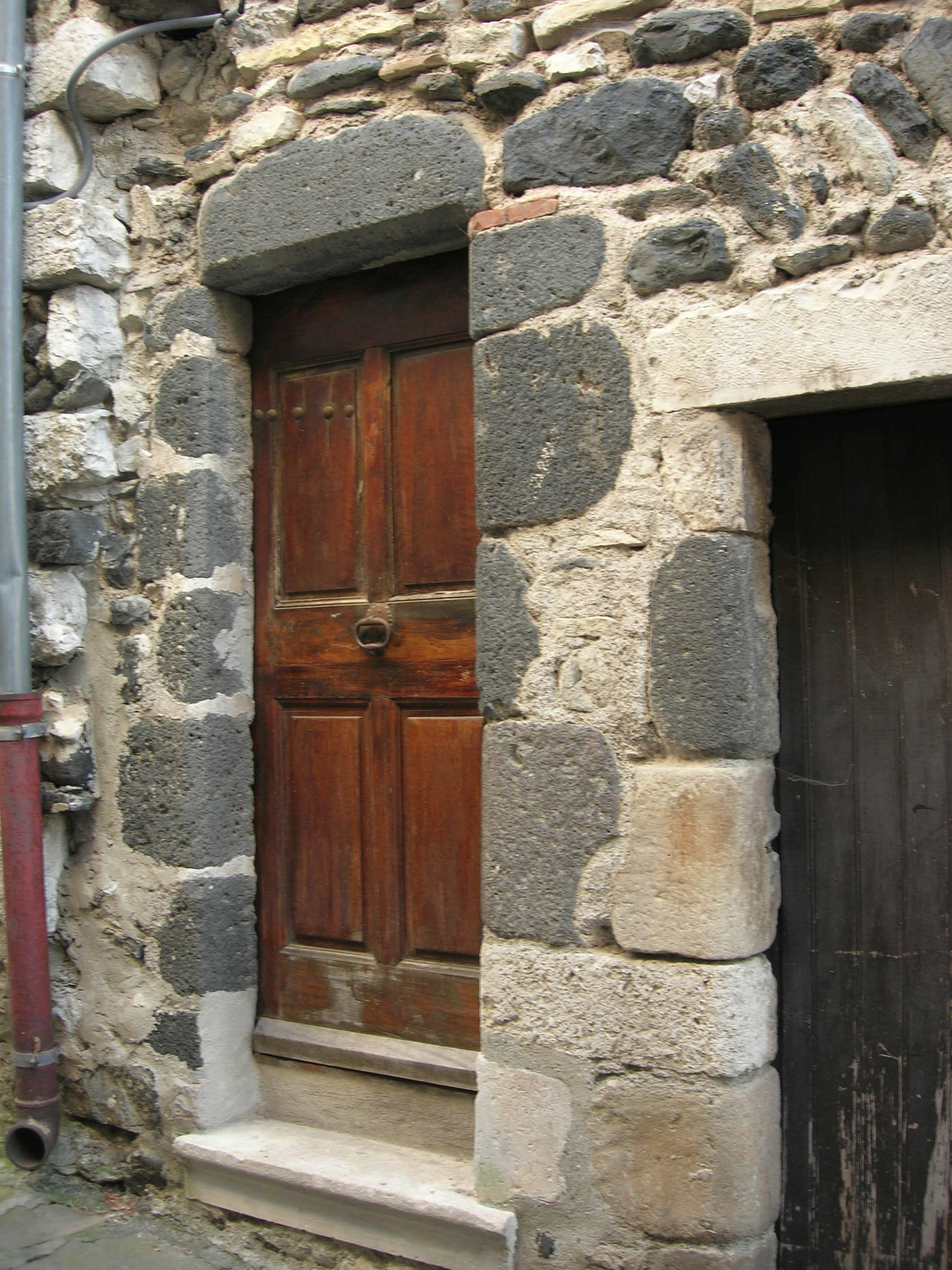
Porte de la maison-atelier de Jean Le Moal à Alba-la-Romaine (Ardèche).

Après un voyage durant l'hiver 1965-1966 en Amérique du Sud, les visions que conserve Le Moal des paysages des Andes vont retentir pendant plus d'une décennie dans sa peinture.
« J'en ai rapporté une sorte d'éclatement de ces terres brûlées, quelque chose de flamboyant, dans l'intensité de la lumière », dit-il. Rouges incandescents, jaunes et orangés, ruissellements de verts, auxquels répondent les ombres des violets, envahissent ses toiles (Vers Machu Picchu, 1966, du musée de Rennes; Terres brûlées, 1970-1971, du musée de Luxembourg).
Ce renouvellement s'exprime non seulement dans l'épanouissement de la couleur, au-delà d'une gamme souvent nocturne dans les années précédentes, mais encore dans les formats monumentaux qu'aborde Le Moal (Intérieur, 1966-1967; du musée Tamayo de Mexico; Intérieur ou Hommage à Matisse, 1972, du Centre Pompidou; Archipel, 1972-1973, du musée de Dunkerque).
« Où sont le Chili, le Pérou, dans les nouveaux tableaux de Jean Le Moal? (…) De l'eau, Jean Le Moal peindra les mouvances et les transparences bleues. Et de l'éclat d'un paysage, il peindra le flamboiement jaillissant avec un pinceau de feu. (…) Nul ne saurait voir dans ces tableaux autre chose que de la peinture, de la peinture toute crue et toute fraîche, qui invente elle-même sa structure et sa logique», note Jacques Michel.

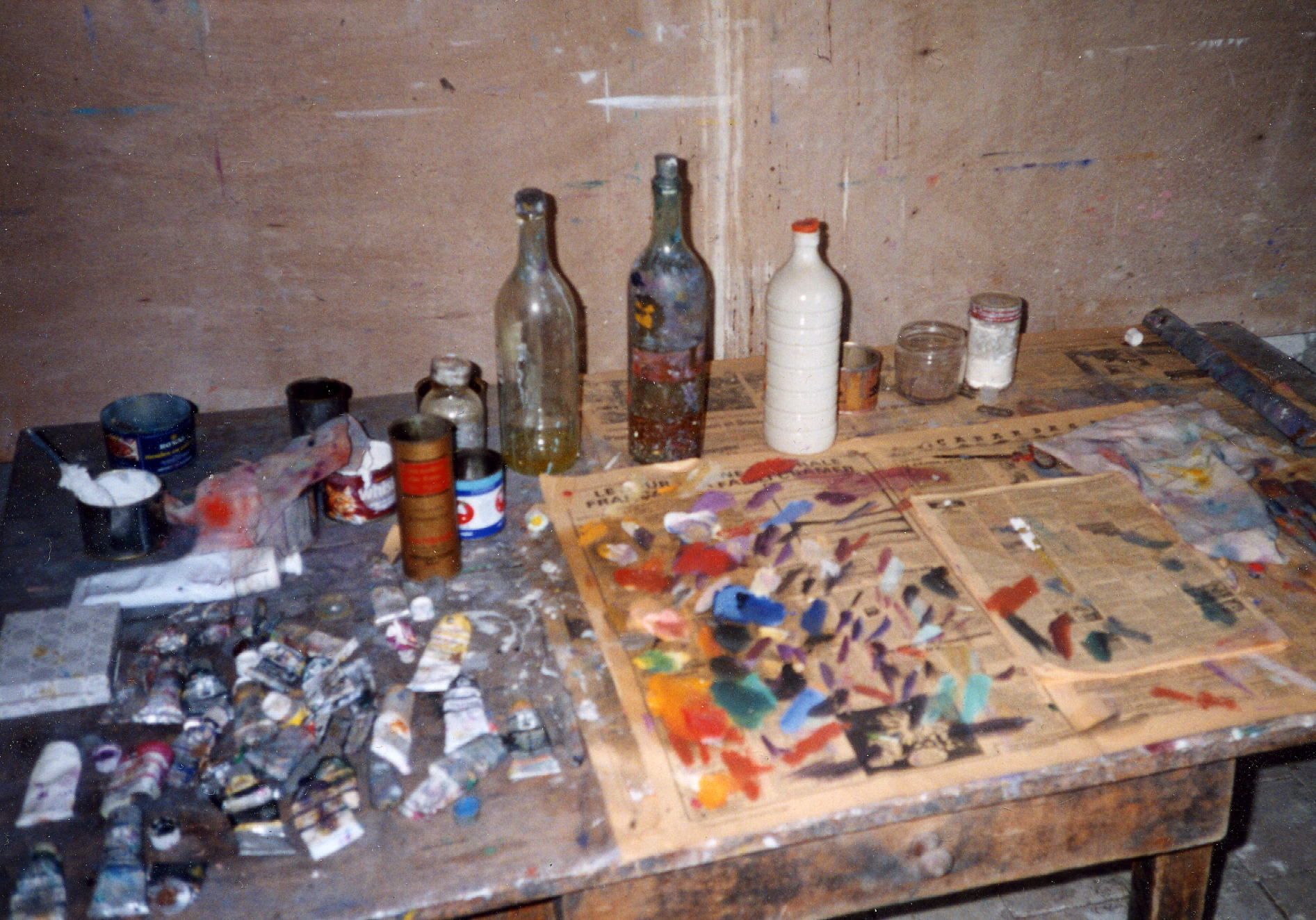
Table de travail dans l'atelier de Jean Le Moal en Ardèche en 1989.

### 1975-2007
Sur l'élan de son exposition en 1974 à la Galerie de France, Jean Le Moal va continuer de réaliser des peintures de grands formats, dans lesquelles les Andes resurgissent au milieu de ces thèmes familiers, les espaces marins et terrestres. En 1988, Après l'orage en sera la dernière. Durant ces années, parallèlement à son constant travail dans le domaine du vitrail  (en particulier pour la cathédrale Saint-Dié de Saint-Dié-des-Vosges avec Geneviève Asse, Jean Bazaine, Gérald Collot, Elvire Jan, Lucien Lautrec, Alfred Manessier), il multiplie ce qu'il appelle familièrement ses « Petits formats », dont les premiers remontent aux années 1960 et sur lesquels il travaillera jusqu'au début des années 2000.

## Jugements
- « Ces sources vives, le contact permanent avec la nature, et non pas la représentation de la nature, qui chez tant de peintres figuratifs trahissait, en définitive, un divorce radical d'avec la nature, une incompréhension de son âme profonde et même de ses formes essentielles, le contact à la fois sensoriel et affectif, tel que pouvait l'avoir Corot, inspire tout autant qu'un Bazaine ou un Estève, Le Moal, ce Breton qui associe à tant de lucidité et de calme précision une imagination celtique et une perception frémissante du monde. Une certaine parenté avec Bonnard, dans la sensibilité vibrante, mais aussi la volonté de dépasser l'Impressionnisme, de surmonter ce qui pourrait n'être que jeu, de fixer dans une architecture des masses colorées le papillotement impressionniste, d'enfermer des formes volontiers fuyantes dans des contours stricts, d'une géométrie ductile, mais ferme. »

Maurice Brion (1956)
- « Pour le peintre non figuratif la nature redevient le lieu même des analogies spirituelles, l'image de la plus profonde identité de l'esprit et de la matière en voie d'évolution. ces mouvements peuvent être ceux des branches d'un arbre, de pierres au fond d'un torrent, de nuages chassés par le vent au-dessus de la garrigue, ils s'offrent à nous dans l'entière similitude d'une création jamais achevée, dans un va-et-vient d'une amplitude cosmique qui épouse le rythme même de l'esprit jamais en repos. »

Camille Bourniquel (1960).
- « L'art de Le Moal est un exemple de l'apport du langage de l'abstraction à la peinture française, ou bien à l'inverse de l'apport de la peinture française à l'art abstrait. Il ne se soumet ni à l'expression pure des formes, ni au message uniquement subjectif: art humain et communicatif, il élargit par sa beauté et sa qualité intérieure notre perception de la vie. »

Hans-Friedrich Geist (1961)
- « Ports bretons, arbres du bocage de l'Ouest, grèves picardes, toute la nature chante la même mélodie en mineur que les meubles, les humbles ustensiles de ménage, les lampes, les mappemondes, les livres, dont il peuple ses scènes d'intimité (…). Rien de petit, toutefois, rien de timide dans ces ouvrages. Leur volonté d'architecture suffirait à faire éviter ces dangers. (…) De ces architectures aux rythmes simples et nombreux, que vivifie une lumière très juste, un sentiment se dégage, d'aisance aimable, d'élégance sobre, de pureté surtout, qui fait penser à Braque, à Seurat, à Corot, à tous ces représentants de la tradition « racinienne » de la France dont Le Moal est l'héritier. »

Bernard Dorival (1963)
- « Le problème qui se pose à Jean Le Moal [à la cathédrale de Nantes] est de donner fois une lumière suffisamment grande dans le chœur pour soutenir la clarté d’un vaisseau de 107 mètres. Il prend le parti de garder des teintes claires dans le chœur et le déambulatoire pour ne pas être en rupture avec la nef. En outre, afin de densifier le vitrail sans forcer sur la couleur, il utilise la grisaille de manière très soutenue. La cathédrale, placée en hauteur est, par ailleurs, située dans un espace dégagé, aucune construction ne venant assombrir l'intérieur. L'utilisation de grisaille permet alors d'éviter à l'édifice d'être trop ébloui. Les parties les plus hautes, recevant une lumière plus vive, nécessitent donc plus de grisaille. En outre, pour s'accorder à l'architecture gothique flamboyante, Jean Le Moal choisit une qualité de couleur elle-même flamboyante, jouant avec des "notes majeures", chaudes, et des "notes plus aiguës et plus froides", le tout traité dans un rythme ascendant en équilibre avec l'élévation des piliers.(…) Jean Le Moal s'intéresse tout particulièrement à la grande rose de la façade occidentale. Il réutilise les morceaux de verre ancien donc dans sa composition non figurative. En outre, il conçoit le vitrail de la rose comme un écho à ceux du chœur. Les couleurs se répondent entre les deux parties de l'édifice. »

Hélène Claveyrolas
- « Si la peinture de Jean Le Moal ne se construit pas décorativement à partir d'un vocabulaire figé de figures, lignes, taches ou gestes, elle ne décrit ni les rivages de Bretagne, ni les collines de l'Ardèche, ni le plateau des Andes que les toiles évoquent dans leurs titres. De manière plus complexe et plus enrichissante, à l'occasion de paysages différents, c'est la peinture que le peintre chaque fois voit différemment. Devant les provocations du monde qu'éveille activement son travail, graphisme serré des gréements ou des arbres, formes plus tourmentées des sources et des torrents, des garrigues et des rochers, lumières pures de l'océan ou de l'été, c'est, au-delà d'une simple multiplicité de visions, quelque dimension nouvelle de son langage qu'il apprend à reconnaître. Déplaçant son attention, modifiant l'équilibre librement ouvert des éléments qui le composent, c'est une nouvelle approche du visible qu'il sait alors découvrir. (…) Au long d'une œuvre qui s'étend sur la plus large part du XXe siècle, (…) à l'opposé de toute représentation de la réalité, imitation vaine ou timide transposition, schématisation, Le Moal métamorphose l'exercice de son art dans le sens de la plus pure présentation. Non seulement il apparaît comme l'un des inventeurs essentiels, dans les années quarante, du regard non-figuratif mais encore ne cesse, dans les décennies suivantes, d'en varier la focalisation en une saisie à mesure plus aigüe de l'être du visible. »

Michel-Georges Bernard (2001)

## L’œuvre gravé
Article détaillé : Liste des gravures de Jean Le Moal
De 1948 à 1951, Jean Le Moal réalise, sur les conseils de son ami Henri-Georges Adam (ils ont été tous les deux parmi les fondateurs du Salon de mai), une première série d'une quinzaine de gravures en taille-douce tirées en noir et blanc. Il utilise d'abord le burin (Les deux croix, 1948, burin, Musée d'art et d'histoire de Meudon) mais aborde les procédés de l'aquatinte et de l'eau-forte, mêlant rapidement les techniques (Paysage lunaire, 1949, burin et aquatinte, Musée d'art et d'histoire de Meudon; Jardin, 1951, burin et aquatinte, Musée d'art et d'histoire de Meudon ; La Croix nocturne, 1951, burin et aquatinte, Musée d'art moderne de Saint-Étienne).
Dans ses premières gravures au burin Le Moal accentuent les trames qui structuraient, au seuil de la non-figuration, les compositions, deux ans plus tôt, de ses encres telles Bateaux au port ou Arbres (1946), conservées au Cabinet d'art graphique du Musée national d'art moderne.
Entre allusion et non-figuration, ses estampes entretiennent par la suite de nombreux rapports avec le développement de ses peintures, les unes se transposant réciproquement dans les autres autour de thèmes communs. Plusieurs d'entre elles font transparaître dans les fins graphismes les silhouettes de visage d'enfant, de poisson ou d'arbre, qui affleurent simultanément au milieu de l'espace morcelé de ses tableaux. L'Oiseau (burin, 1951, Musée de la Cour d'Or, Metz) reprend l'un des thèmes qui apparaît dans l'œuvre de Le Moal dès 1938 (Figure à l'oiseau ou Personnage à l'oiseau, 1938, huile sur toile, Musée Paul Dini, Villefranche-sur-Saône).
La technique de l'eau-forte engage différemment Le Moal dans un assouplissement de ses compositions, telle celle qui évoque dans Le Blé (eau-forte, 1951, Musée de la Cour d'Or, Metz une accumulation de gerbes. Manifestant son intérêt constant pour les civilisations anciennes, Archéologie orientale (1949, eau-forte, Musée d'art moderne de Saint-Étienne et Musée de la Cour d'Or, Metz) assemble sur plusieurs registres des signes parents de ceux que réunissent la même année sous les titres d'Archéologie et de Signes et fossiles plusieurs de ses peintures.
La Bibliothèque nationale de France conserve dans ses collections douze estampes de cette première série. En 2000 le catalogue de l'exposition Jean Le Moal, l'invitation au voyage présentée par La Cohue-Musée de Vannes (préface d'André Guégan, textes de Marie-Françoise Le Saux) reproduit neuf de ces gravures.
À partir de 1952 Jean Le Moal se tourne plutôt vers la lithographie en couleurs (Les bateaux, lithographie, vers 1952-1953, Musée de la Cour d'Or, Metz ; Poisson, 1952, lithographie, Musée de Soissons), notamment de 1957 à 1959 pour une série sur le thème des saisons (Automne,  lithographie, 1957 ; Hiver, lithographie, 1959 ; Printemps II, lithographie, 1959, Bibliothèque nationale de France).
Par la suite Jean Le Moal revient sporadiquement à la gravure dans les années 1960 en utilisant les techniques de la pointe sèche et de l'eau-forte. À l'occasion de la publication en 1986 d'un album reproduisant ses dessins de Nus, principalement des années 1930, il a de nouveau recours au burin et à l'aquatinte mais aussi à la pointe de diamant pour une dernière série de gravures sur le même thème.

## Créations pour le théâtre et œuvres monumentales

### Décors et costumes
- 1939 : Le Buveur émerveillé, comédie de Nino Franck d'après Ludvig Holberg, Théâtre des Quatre-Saisons (tournée en Bourgogne).
- 1941 : L'Étoile de Séville, adaptation d'Albert Ollivier d'après Lope de Vega, Théâtre des Quatre-Saisons (Maurice Jacquemont), Lyon ; Studio des Champs-Élysées (Maurice Jacquemont), Paris, 25-03-1942. Jeanne d'Arc, de Pierre Schaeffer et Pierre Barbier, Jeune France, Lyon.
- 1942 : Charlotte Corday, de Drieu La Rochelle, Théâtre des Quatre-Saisons, Lyon.
- 1945 : Les Gueux au Paradis, adaptation d'André Obey d'après G. M. Martens, Studio des Champs-Élysées, Paris: Comédie de l'Ouest, Rennes, 11-01-1960.
- 1949 : Un Chapeau de paille d'Italie, d'Eugène Labiche, Centre dramatique de l'Ouest, Rennes, 13-12-1949; 24-09-1954.
- 1951 : Noces de sang, de Federico Garcia Lorca, Studio des Champs-Élysées, Paris.
- 1952 : Intermezzo, de Jean Giraudoux, Centre dramatique de l'Ouest, Rennes, 01-05-1952.
- 1955 : L'Annonce faite à Marie, de Paul Claudel, Comédie de Saint-Étienne (Jean Dasté).
- 1956 : Les Frères Karamazov, adaptation de Jacques Copeau d'après Dostoïevski, Comédie de Saint-Étienne.
- 1957 : Le Miracle de Notre-Dame, Comédie de Saint-Étienne.
- 1958 : La Vie est un songe, de Calderon, Comédie de Saint-Étienne.

### Mosaïques
- 1966 : mosaïque (3,60 × 8,50 m), Lycée français de Bruxelles, atelier Silvestri.
- 1972 : Lycée d'Uckange (Moselle), réalisation Anne et François Le Moal.

### Tapisseries
- 1946 : La Cueillette des fruits (1,80 × 2,20 m), atelier Rivière des Borderies, Felletin, Aubusson.
- 1947 : Les Pins et Objets sur une table maquettes pour les ateliers d'Aubusson.
- 1948 : Rideau de Scène du Studio des Champs-Élysées, Paris.
- 1951 : La Comédie (2,20 × 1,80 m), ateliers Plasse Le Caisne, Mobilier national n° inventaire GMT-17048-000; La Tragédie (2,20 x 1,80 m), ateliers Plasse Le Caisne, Mobilier national ninventaire GMT-17049-000[30].
- 1951 : La Forêt, (1,60 × 2,10 m), ateliers Plasse Le Caisne.
- 1952 : Le Golfe du Morbihan, (1,88 × 2,25 m), ateliers d'Aubusson.
- 1962 : Espaces (2,20 × 2,50 m), ateliers Plasse Le Caisne.
- 1965 : Tapisserie (7,40 × 2,40 m) pour le chœur de l'église Notre-Dame, Rennes, ateliers Plasse Le Caisne.
- 1988 : Tapisserie (3,40 × 3,60 m), réalisation Christine Giraudon Plasse Le Caisne.

### Vitraux
- 1956 : Église Notre-Dame-en-Saint-Melaine, Rennes (Ille-et-Vilaine), verrière du chœur (9 × 4 m), verre et plomb, ateliers Jean Barillet (mobilier liturgique de Willy Anthoons).
- 1957 : Église Saint-Martin, Brest (Nord Finistère), quatre vitraux pour le baptistère (3,20 × 0,85 m), verre et plomb, ateliers Jean Barillet.
- 1957 : Église du Sacré-Cœur d'Audincourt (Doubs), seize vitraux pour la crypte (0,75 × 1,25 m, dalle de verre, ateliers Jean Barillet.
- 1958 : Chapelle Notre-Dame de la Paix, Le Pouldu (Finistère), en collaboration avec Manessier, trois vitraux, verres et plomb, ateliers Jean Barillet.
- 1961 : Église Saint-Martin, Brest (Finistère), sept vitraux pour le chœur (4 × 1,10 m), verre et plomb, ateliers Jean Barillet.
- 1962 : Couvent des Carmes, Villa de la Réunion (5 avenue de la Réunion, Paris XVIe), en collaboration avec Willy Anthoons, Elvire Jan, Jean le Moal, Alfred Manessier et Hans Seiler, un vitrail, verre et plomb, ateliers Bernard Allain.
- 1962 : Église de Saint-Servan-sur-Oust (Morbihan), en collaboration avec Bertholle et Elvire Jan, quatre vitraux pour le transept (1,85 × 0,95 m et 3,20 × 1,40 m), verre et plomb, ateliers Bernard Allain.
- 1964 : Chapelle du Couvent de la Retraite, Rennes (54, rue Saint-Hélier), un vitrail (2,15 × 1,98 m), verre et plomb, ateliers Bernard Allain (conception du plan, autel, ambon, croix et lutrin, de Willy Anthoons).
- 1966 : Église de Vercel (Doubs), deux vitraux pour le chœur (4 × 1,65 m), verre et plomb, ateliers Bernard Allain.
- 1966 : Église Saint-Louis, Besançon, Doubs, architecte Rémy Le Caisne, aménagement en collaboration avec l'architecte de la chapelle de semaine (autel, un vitrail), structures du dôme éclairant le maître-autel, baptistère-fontaine, trois vitraux pour la nef et deux oculi en façade, verre et plomb, ateliers Bernard Allain.
- 1968-1971 : Cathédrale Saint-Vincent, Saint-Malo (Ille-et-Vilaine), ensemble de vitraux pour le chœur, rosace et galerie (6,5O × 9,50 m), trois lancettes et huit vitraux latéraux, ensemble des vitraux pour le déambulatoire et le transept, verre et plomb (500 m2), ateliers Bernard Allain.
- 1978-1988 : Cathédrale de Nantes (Loire-Atlantique), vingt-neuf vitraux pour le chœur et le déambulatoire, trois vitraux pour une chapelle du déambulatoire, verre et plomb (500 m2), ateliers Le Chevallier.
- 1982 : Église de Valréas (Vaucluse), trois vitraux, verre et plomb, ateliers Le Chevallier.
- 1985 : Église de Notre-Dame de l'Épine, Berlens (Suisse), trois vitraux, verre et plomb.
- 1985-1987 : Cathédrale Saint-Dié de Saint-Dié-des-Vosges (Vosges), quatre vitraux, bras sud du transept, verre et plomb, ateliers Le Chevallier[31].

Vitraux de Jean Le Moal
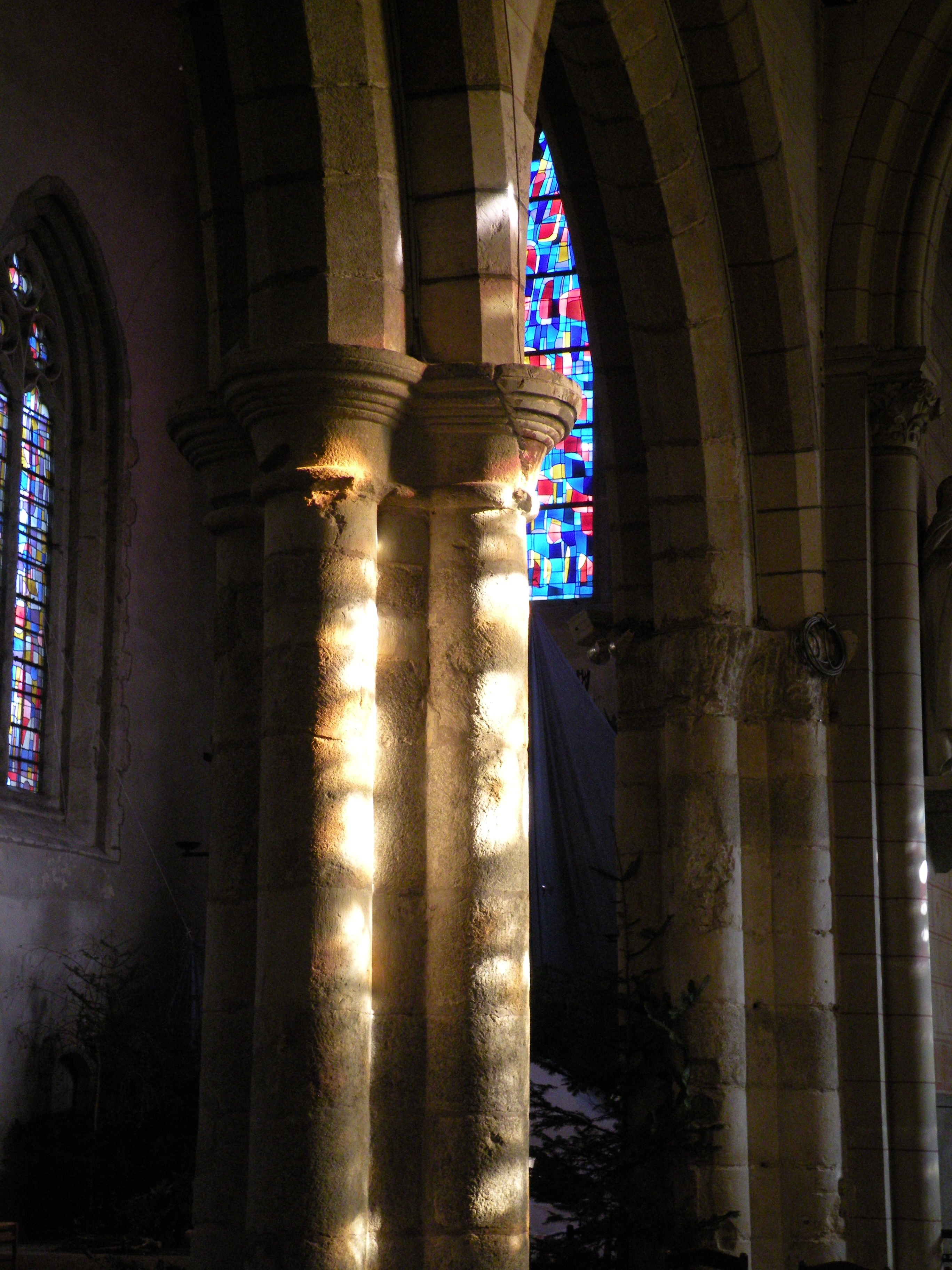
Notre-Dame-en-Saint-Melaine, Rennes (1956).
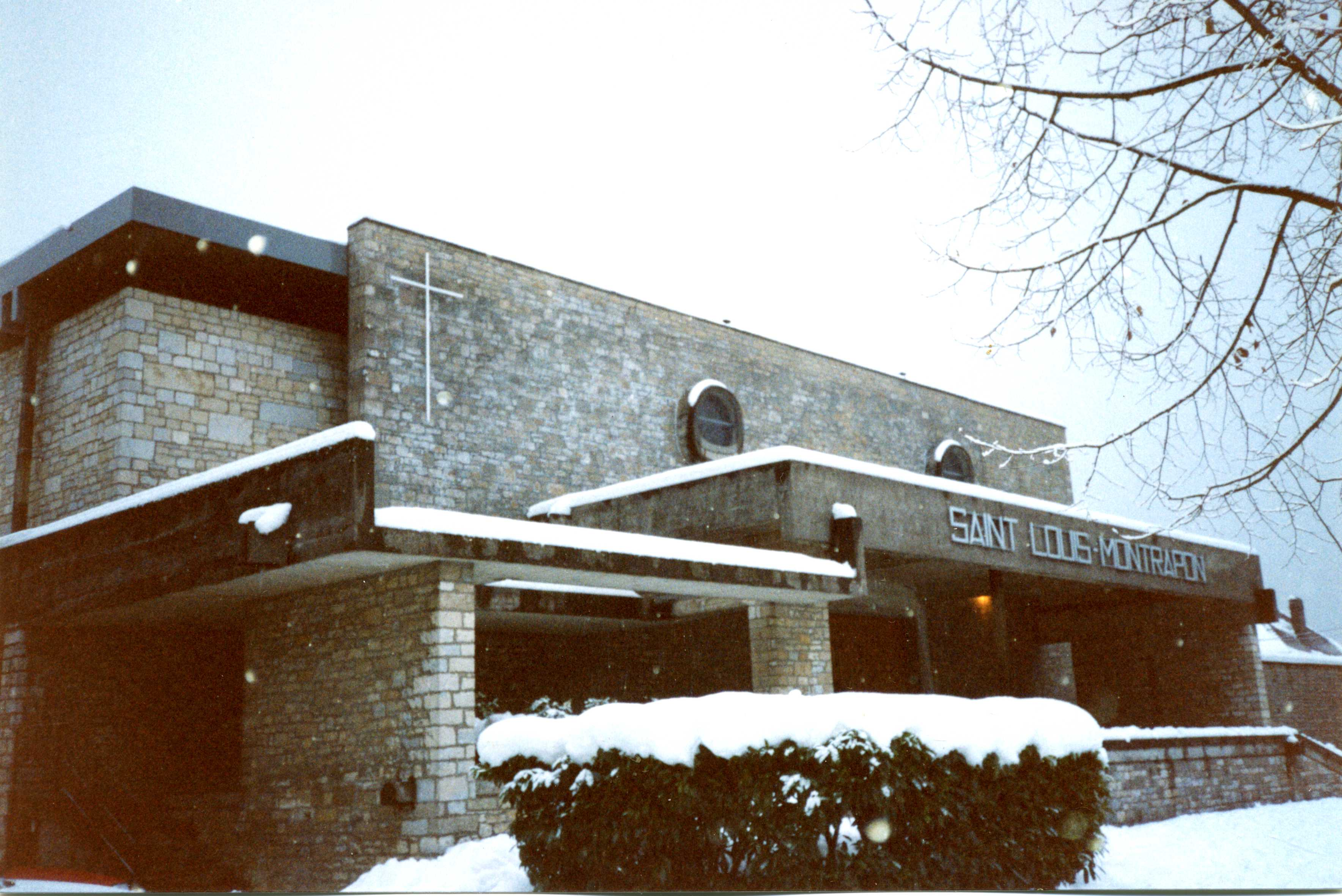
Église Saint-Louis de Besançon (1966).
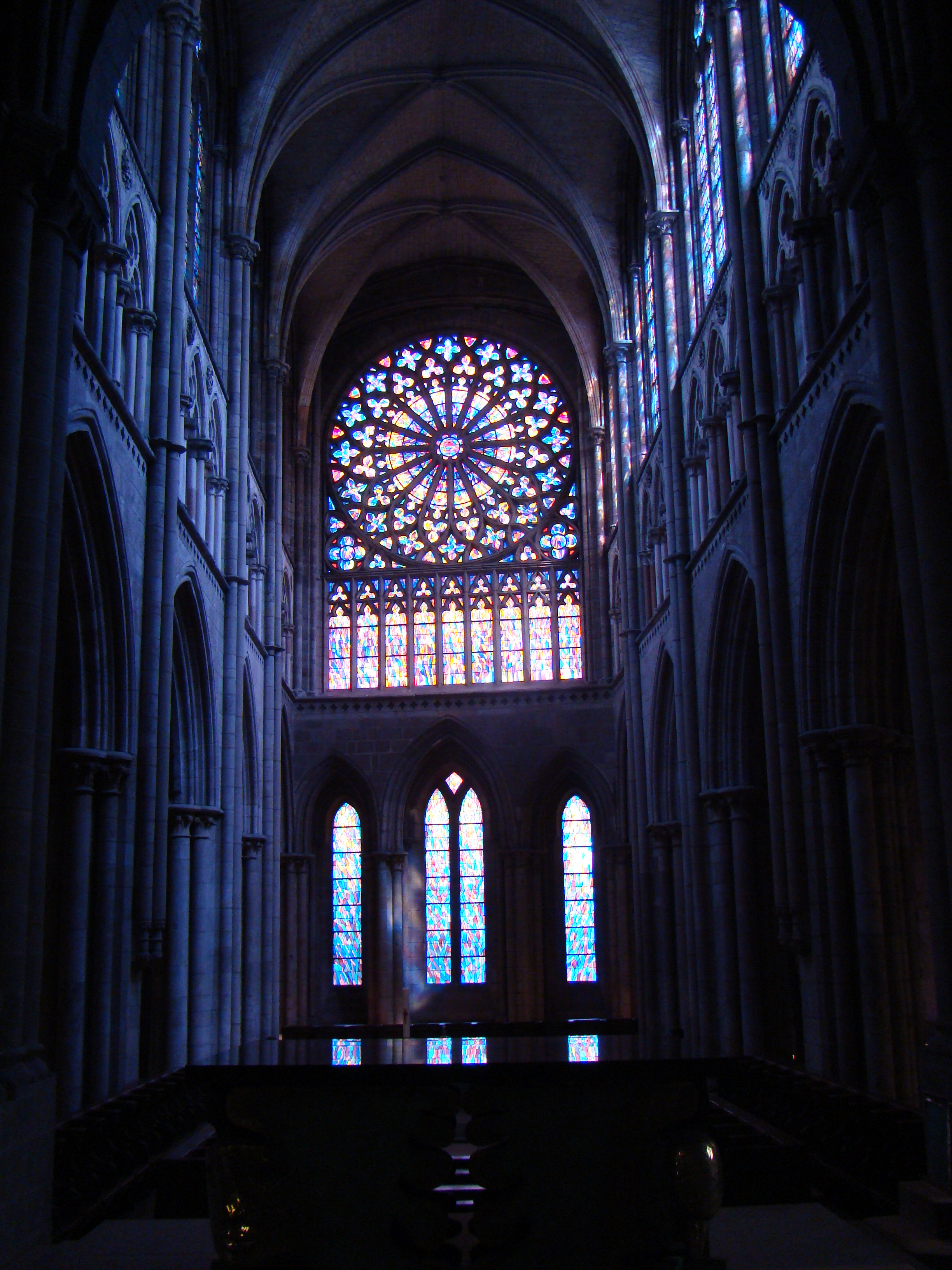
Cathédrale de Saint-Malo(1968-1971).
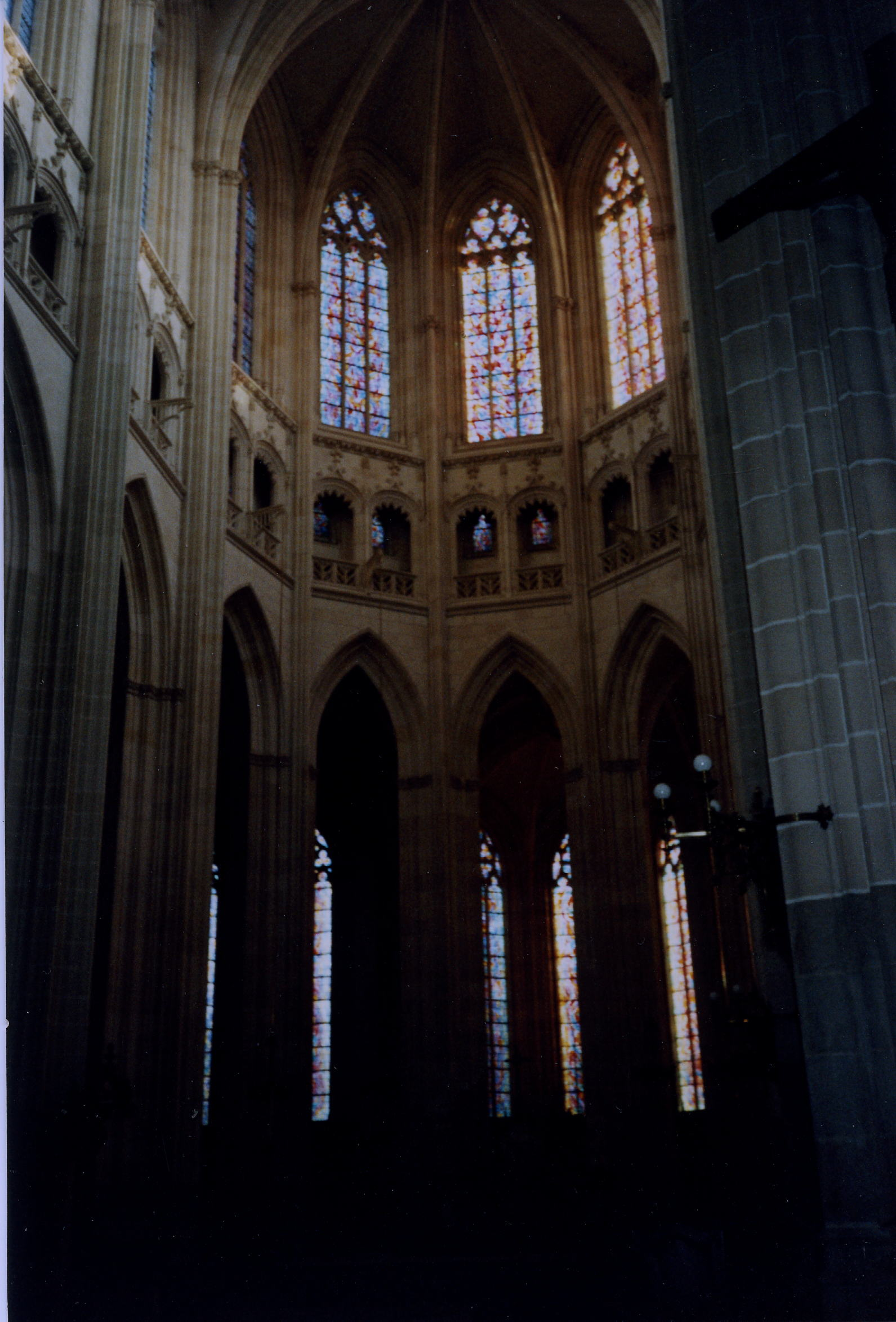
Cathédrale de Nantes (1978-1988).
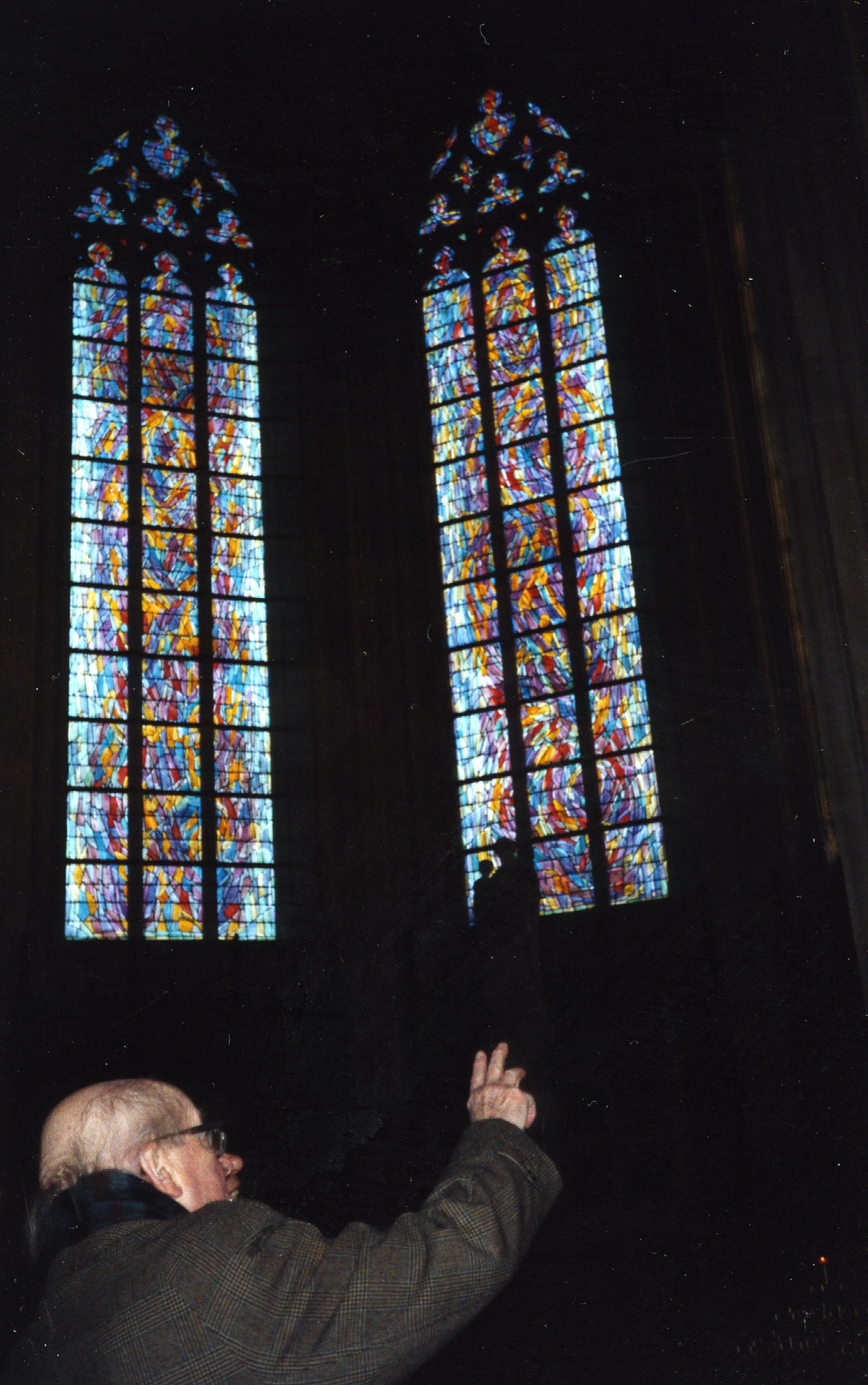
Cathédrale de Nantes, Jean Le Moal devant ses vitraux lors de leur inauguration en 1991).
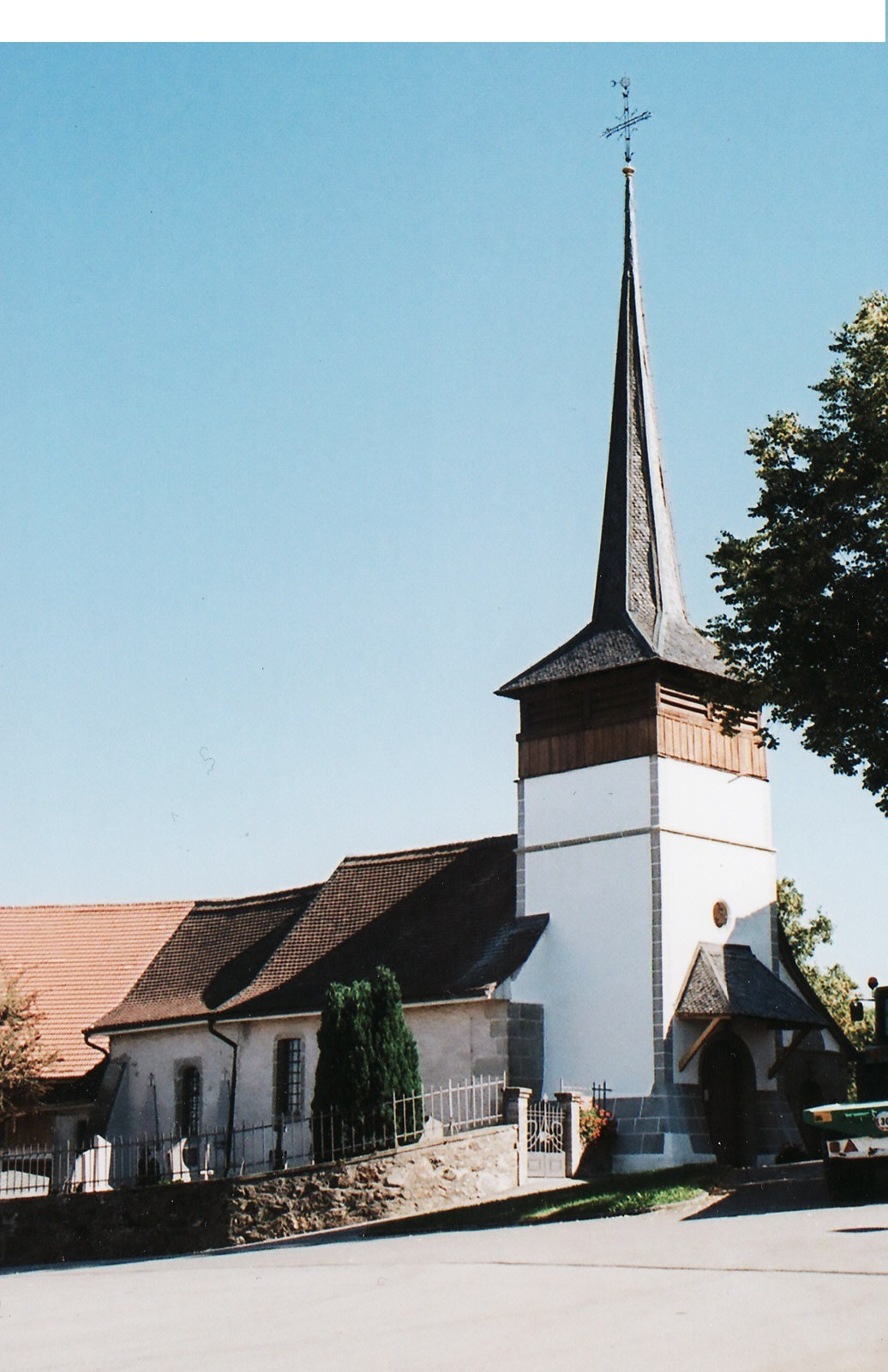
Église de Notre-Dame de l'Épine, Berlens (Suisse).

### Décoration
- 1937 : participation à la décoration du pavillon des Chemins de fer (Félix Aublet, Roger Bissière et Robert Delaunay), Exposition internationale des Arts et Techniques de Paris.
- 1937 : Pavillon des auberges de jeunesse (annexe Kellerman), en collaboration avec Jean Bazaine.
- 1939 : peinture murale pour l'école d'Eaubonne.
- 1939 : participation à la décoration d'un plafond de 1 400 m2 du pavillon français à l'exposition universelle de New York (Paul Herbé et Bernard Zehrfuss, architectes), en collaboration avec Bertholle et Zelman.
- 1945 : décoration du Centre d'accueil des prisonniers et rapatriés de Thionville (architecte Édouard Albert), en collaboration avec Manessier et Singier.
- 1949 : participation à l'exposition du centenaire du timbre poste, Paris, Grand-Palais (Vivien et Lex architectes).
- 1950-1953 : restauration intérieure des églises de Maîche et de Vercel (Doubs).
- 1972 : peinture sur formica pour un Boeing 747 de la compagnie Air France.

## Album
- Nus, vingt-et-un dessins de Jean Le Moal précédés d'un regard d'André Guégan, Éditions Porte du Sud, Paris, 1986  (ISBN 2869370148).

## Illustration
- Présence d'Apollinaire. Publication faite à l'occasion de l'exposition organisée par Gaston Diehl pour les 25 ans de la mort d'Apollinaire à la galerie René Breteau à Paris du 22 décembre 1943 au 31 janvier 1944[32].
- Paul Arma, Prismes sonores. Pour orchestre, partition, couverture dessinée par Jean Le Moal, Choudens éditeur, 1971.
- La correspondance du vin, dessins originaux de Jean Bertholle, Georges Dayez, Elvire Jan, Jean Le Moal, Alfred Manessier, Vera Pagava, Édouard Pignon, Gustave Singier, Jean-Paul Turmel, éditions Guitardes, Paris, 1981.
- Laure Hélène, Ce miroir nous retient-il ?, illustration de Jean Le Moal, Galerie Racine, 1993.

## Œuvres de Jean Le Moal dans les musées du monde
Voir article annexe: Liste des œuvres de Jean Le Moal dans les musées du monde

## Expositions
: source utilisée pour la rédaction de cet article

### Principales Expositions
- 1936, Jean Le Moal, Académie Ranson, Paris
- 1942, Peintures, maquettes de décors pour le Théâtre des Quatre Saisons, 1932-1942, Galerie Folkore (Marcel Michaud), Lyon, avec Jean Bertholle et Étienne-Martin
- 1946, Trois peintres, Galerie René Drouin, Paris, avec Alfred Manessier et Gustave Singier ; catalogue : texte de Camille Bourniquel
- 1950, Galerie Springer, Berlin, avec Ferdinand Springer
- 1950, Le Moal, Galerie Billiet-Caputo, Paris
- 1951, Le Moal, Galerie Folkore, Lyon
- 1954, Gravures, Galeria Plastica, Buenos Aires
- 1955, Galerie Blanche, Stockholm et Institut français, Copenhague, avec Alfred Manessier
- 1956, Jean Le Moal, Galerie de France, Paris
- 1959, Jean Le Moal, Galerie de France, Paris
- 1961, Le Moal, La Bussola, Turin et Galerie Pogliani, Rome ; catalogue : préface de Luigi Carluccio
- 1961, Jean Le Moal, Overbeck-Gesellschaft Lübeck, Lübeck et Kunst und Museumverein Wuppertal-Barnem, Wuppertal; catalogue : préface de Hans-Friedrich Geist
- 1962, Aquarelles 1956-1961, Galerie Roque, Paris ; catalogue : préface de Jacques Lassaigne, texte de Denys Chevalier,
- 1963, Le Moal, Exposition rétrospective, musées de Metz, Metz et musée d'État, Luxembourg ; catalogue : préface de Bernard Dorival
- 1964, Jean Le Moal, peintures 1959-1964, Galerie Marbach, Paris ; catalogue : préface de Henry Galy-Carles
- 1967, Jean Le Moal, Galerie Appel und Fertsch, Francfort ; catalogue : préface de Henry Galy-Carles
- 1968, Jean Le Moal, Maison de la Vicomté, Melun ; catalogue : préface de Jean Guichard-Meili
- 1970-1971, Jean Le Moal, peintures 1964-1974 et études des vitraux de la cathédrale de Saint-Malo, musées de Rennes, Chartres, Rouen, Dijon, Lille et Caen ; catalogue : préface de Gaston Diehl, texte de Maurice Jacquemont, documentation réunie par Michel-Georges Bernard
- 1974, Le Moal, Galerie de France, Paris ; catalogue : préface de Jean Guichard-Meili
- 1975, Jean Le Moal, Abbaye de Bellelay (Suisse) et Maison des arts, Sochaux ; catalogue : préface de Jean Guichard-Meili
- 1976, Théâtre et Galerie municipale, Esch-sur-Alzette, Luxembourg ; Galerie d'Orsay, Cannes
- 1977, Jean Le Moal, Peintures et maquettes de vitraux, Clos paroissial, Église Saint-Roman, Locronan
- 1979 Jean Le Moal, Maquettes des vitraux de l'église Notre Dame à Rennes et de la cathédrale de Saint-Malo, musée de Rennes
- 1982, Jean Le Moal, Galerie Roque, Paris ; catalogue : préface de Pierre Brisset ; Galerie d'art, Esch-sur-Alzette, Luxembourg
- 1983, Jean Le Moal, Galerie du Verger, Le Touquet
- 1984, Jean Le Moal, peintures, maquettes de vitraux, gravures, tapisseries, Château de Simiane, Valréas ; catalogue : préface de René Déroudille
- 1985, Peintures et maquettes de vitraux, Galerie des Beaux-Arts et Maison de l'avocat, Nantes, avec Jean Bazaine et Alfred Manessier ; catalogue : préface de Jacques Sauvageot
- 1986, Hommage à Jean Le Moal, Centre administratif, Mantes-la-Jolie ; catalogue : préface de Jean Veillet
- 1987 Jean Le Moal, dessins, peintures et gravures, Galerie Galarte, Paris

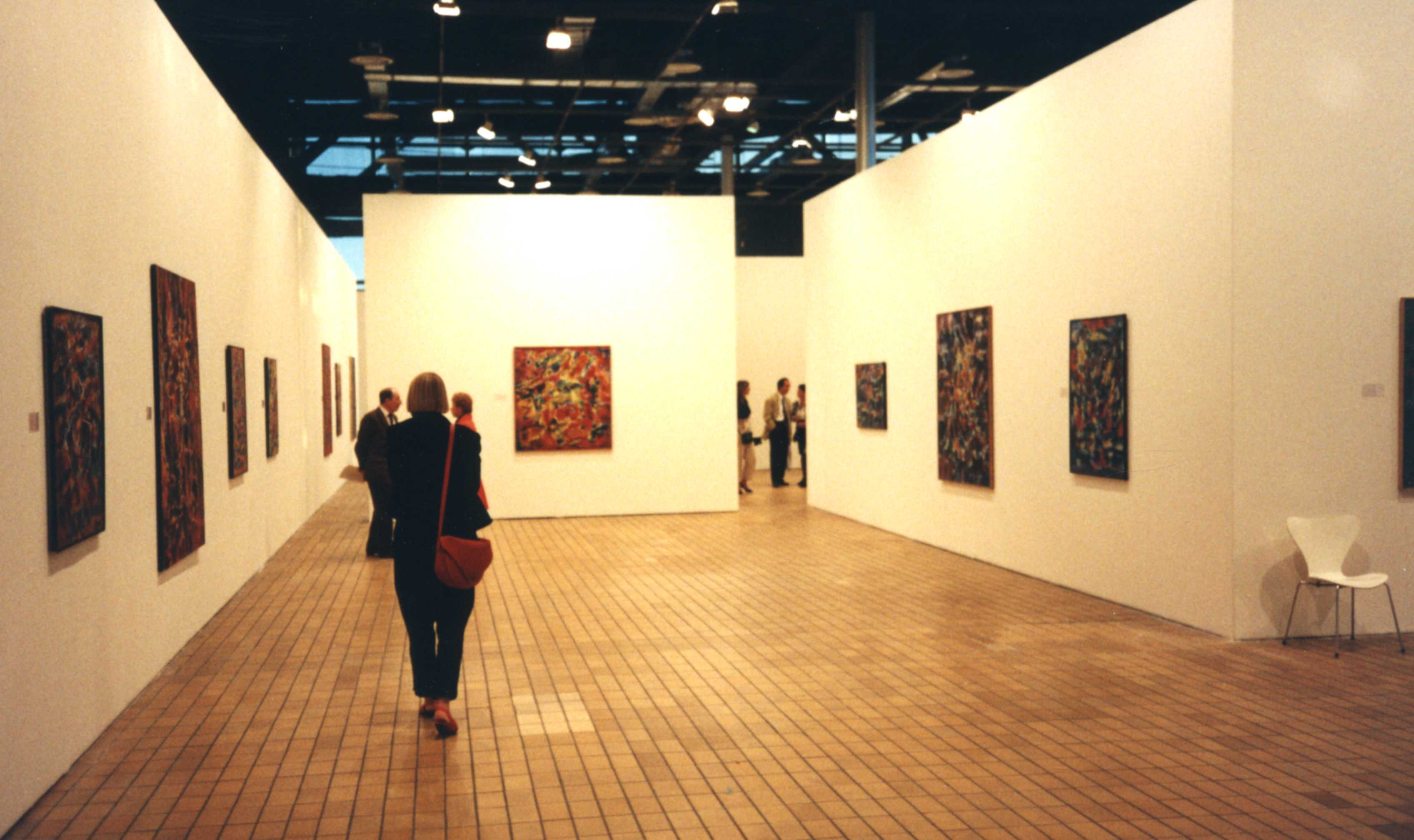
Exposition Jean Le Moal à l'Espace lyonnais d'art contemporain, 1990.

- 1990-1992, Jean Le Moal, 20 ans de peinture, Espace lyonnais d'art contemporain, Lyon, musée des beaux-arts et d'archéologie de Besançon, Besançon, Galerie-Maison de la culture, Esch-sur-Alzette (Luxembourg), musée d'art contemporain, Dunkerque et Château des ducs de Bretagne, Nantes ; catalogue : liminaire de Thierry Raspail et Odile Plassard, introduction de Jean-Jacques Lerrant, préface de Michel-Georges Bernard  (ISBN 2906709298)
- 1990, Jean Le Moal, Journal d'exposition, musée des beaux-arts et d'archéologie, Besançon ; textes de Marcel Ferry et Michel-Georges Bernard
- 1997, Jean Le Moal, musée d'art et d'histoire de Meudon ; catalogue :  préface de Francis Villadier, textes d'Alin Avila et Michel-Georges Bernard, ; Chapelle Saint-Jean, Le Sourn
- 2000, Jean Le Moal, l'invitation au voyage, La Cohue-Musée de Vannes ; catalogue : préface d'André Guégan, textes de Marie-Françoise Le Saux  (ISBN 2909299147)
- 2001, Jean Le Moal, Peintures, Lithographies, Gravures, Château de Vogüé
- 2003, Œuvres de 1930 à 1990, Maison des Arts, Antony, avec Jean Bertholle ; catalogue : avant-propos de Michel-Georges Bernard
- 2008, Jean Le Moal, Un chemin de lumière, De chapelles en cathédrales, l'œuvre vitrail, musée Pierre-Noël, Saint-Dié-des-Vosges ; catalogue : textes de Daniel Grandidier et Michel-Georges Bernard  (ISBN 978-2-9532029-2-2)
- Le Moal Manessier, Dialogue entre amis, préface de Lydia Harambourg, textes de Christine Manessier et Michel-Georges Bernard, musée de Millau, 2014.
- 2015, Jean Le Moal, peintures et œuvres sur papier (1934-1987), Maison des arts, Châtillon ; catalogue : textes de Lydia Harambourg, Philippe Le Burgue et Michel-Georges Bernard
- 2017-2018, Jean Le Moal, musée de Valence, art et archéologie, 25 juin 2017-7 janvier 2018 ; Musée de l'hospice Saint Roch, Issoudun, 9 février-13 mai 2018 ; Musée des beaux-arts de Quimper du 15 juin au 17 septembre 2018 ; catalogue : textes de Philippe Bouchet, Kate Kangaslahti, Guitemie Maldonado, Jacques Beauffet, Michel-Georges Bernard, Michel Duport, entretien avec Philippe Le Burgue  (ISBN 978-2-35906-206-9)
- 2022, Les petits formats de Jean Le Moal, galerie Laurentin, Paris ; e-catalogue : texte de Michel-Georges Bernard

### Quelques expositions collectives

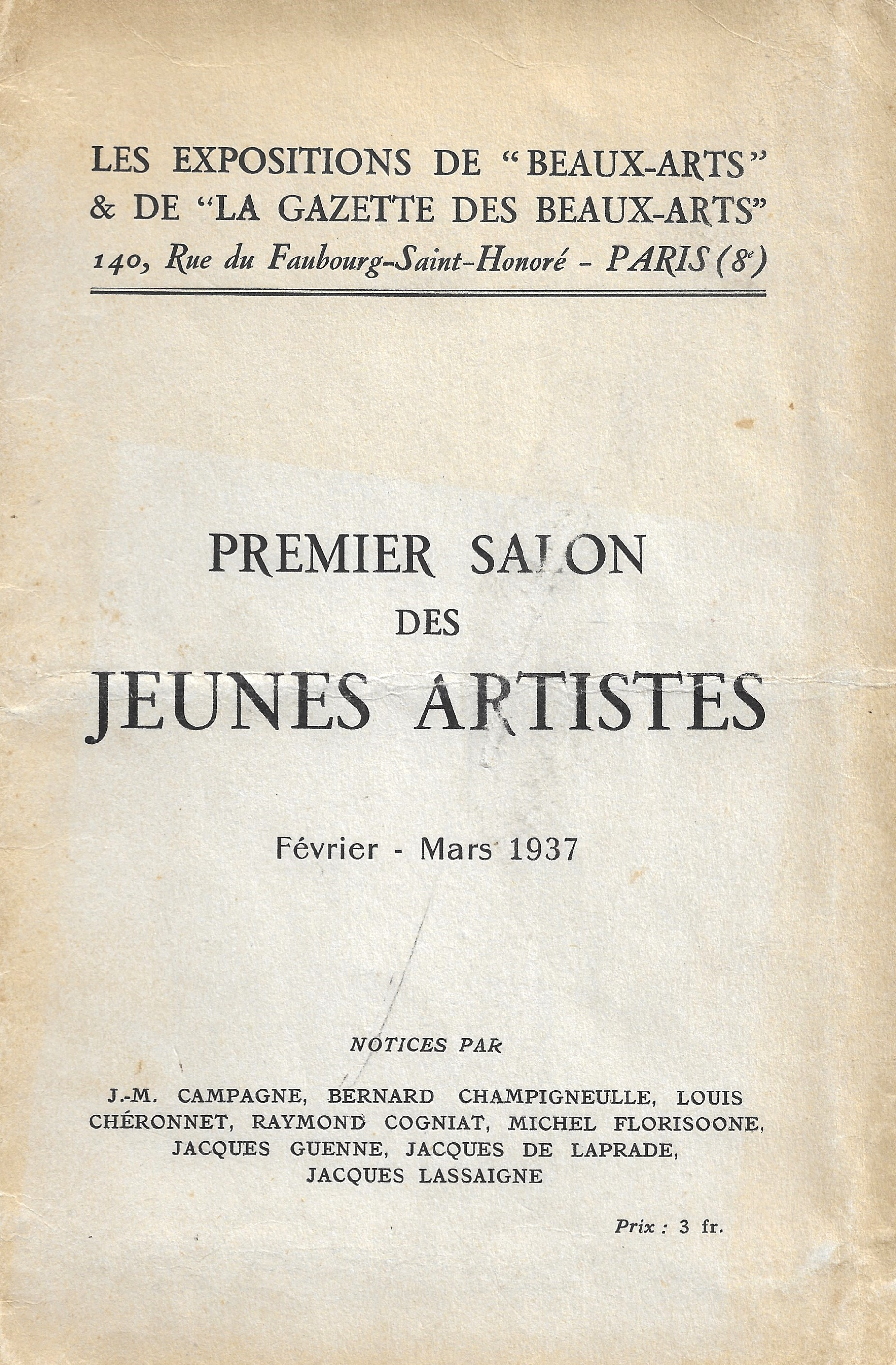
Catalogue du Premier salon des jeunes artistes, Paris, 1937, l'une des premières expositions collectives auxquelles participe Jean Le Moal, auprès notamment de Jean Bertholle, Léon Gischia, Charlotte Henschel, André Marchand et Charles Walch.

- Simonne Thierry présente : Huit peintres et un sculpteur, Calmettes, Eudaldo, Hajdu, Hayter, Le Moal, Manessier, Pelayo, Roger Weiss, Yankel, Paris, galerie du Pont-Neuf ;  Texte de Denys Chevalier, 1963
- Groupe Témoignage, 1936-1943, musée des beaux-arts de Lyon, Lyon, 1976 ; catalogue.
- Geneviève Asse, Jean Bazaine, Jacques Bony, Gérald Collot, Dominique Gutherz, Elvire Jan, Lucien Lautrec, Jean Le Moal, Alfred Manessier, Claire de Rougemont, maquettes des vitraux de la cathédrale et œuvres récentes, musée de Saint-Dié, Saint-Dié-des-Vosges, 1988 ; catalogue : texte de Jean-Pierre Greff, L'art sacré en France depuis 1939.
- Marcel Michaud, Lyon, 1933-1958, Stylclair, Groupe Témoignage, Galerie Folklore, textes de Bernard Gavoty, Espace Lyonnais d'Art Contemporain, Lyon, 1989 ; catalogue (76 p.)  (ISBN 2906709271).
- 1946, L'art de la Reconstruction, Musée Picasso, Antibes, 1996 ; catalogue : éditions Skira, 128 p.  (ISBN 2605003159)).
- Sculpter la lumière, Le vitrail contemporain en Bretagne, entretien avec Michel-Georges Bernard, Château de Kerjean, 1999 ; catalogue.
- Mon ami Jean Le Moal (Jean Bertholle, Elvire Jan, Jean Le Moal, Alfred Manessier, Juana Muller, Gustave Singier), La Cohue Musée de Vannes, 2008.
- Lumière, Couleurs, Formes (Roger Bissière, Jean Bazaine, André Beaudin, Jean Bertholle, Simone Boisecq, Maurice Estève, Étienne Martin, Eudaldo, André Fougeron, Léon Gischia, Elvire Jan, Charles Lapicque, Lucien Lautrec, Jean Le Moal, Karl-Jean Longuet, Alfred Manessier, Juana Muller, Alicia Penalba, Édouard Pignon, Mario Prassinos, Gabriel Robin, Hans Seiler, Gustave Singier, François Stahly, Árpád Szenes, Pierre Tal Coat, Raoul Ubac, Maria Elena Vieira da Silva, Jacques Villon), Hôtel de Ville d'Aulnay-sous-Bois, novembre 2008; catalogue.
- Montparnasse années 30 - Bissière, Le Moal, Manessier, Étienne-Martin, Stahly… Éclosions à l’Académie Ranson, Rambouillet, Palais du roi de Rome ; catalogue : Éditions Snoeck, 2010.  (ISBN 978-90-5349-796-8)
- Le Poids du monde. Marcel Michaud (1898-1958), sous la direction de Laurence Berthon, Sylvie Ramond et de Jean-Christophe Stuccilli, Lyon, musée des Beaux-Arts, 22 octobre 2011 - 23 janvier 2012, Lyon, Fages éditions, 2011 ; catalogue, 320 p.  (ISBN 9782849752517)
- Abstraction 50, l'explosion des libertés, Ville de Rueil-Malmaison, 9 décembre 2011 - 19 mars 2012, Éditions du Valhermeil, 2011 ; catalogue : 128 p. (reproductions : Sans titre, 1949, 27 × 22 cm, et La Forêt, 1951, 86 × 107 cm, p. 8 et 24-25)  (ISBN 9 782354 670948)
- Montparnasse/Saint-Germain-des-Prés, un certain regard sur l'abstraction lyrique (Olivier Debré, Jean Le Moal, Alfred Manessier, André Marfaing, Gérard Schneider, Geer Van Velde), Trélazé, Anciennes écuries des ardoisières, 2012, 64 p. (8 reproductions)  (ISBN 978-2-9540901-0-8); Montparnasse/Saint-Germain-des-Prés, Abstractions d’après-guerre, musée de Bordeaux, novembre 2012 - février 2013 ; catalogue
- L'art en guerre, France 1938-1947, Paris, musée d'art moderne de la Ville de Paris-Paris Musées, 2012 ; catalogue : 496 p. [Jeunes peintres de tradition française, p. 116-124 et 368 (reproduction : La lecture, p. 118)]  (ISBN 978-2-7596-0185-1)
- Montparnasse/Saint-Germain-des-Prés, six regards sur l'abstraction lyrique, Le Mans, musée des beaux-arts de Tessé, octobre 2013 - février 2014 ; catalogue : 72 p. (9 reproductions)  (ISBN 978-2-91105-740-3)
- Regards sur l'École de Paris, musée de la Cour d'Or – Metz Métropole, Metz, février-juin 2014 ; catalogue.

## Éléments de bibliographie

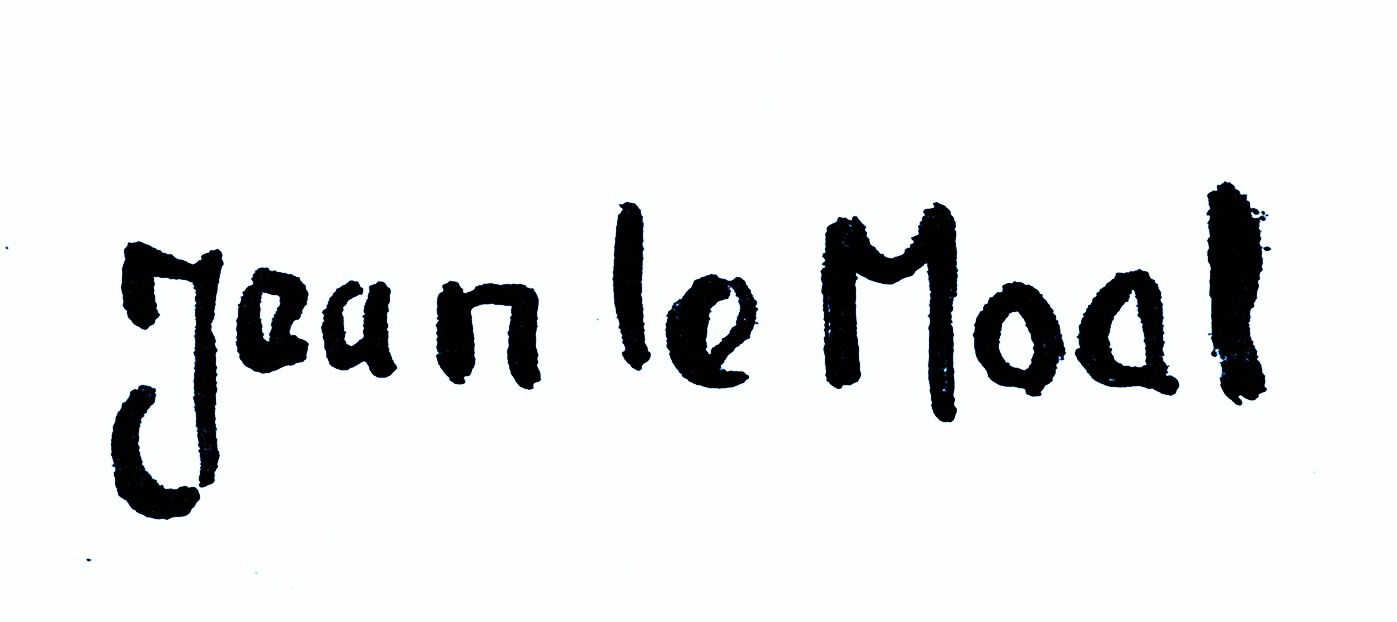
Signature de Jean Le Moal

: source utilisée pour la rédaction de cet article

### Monographies
- Camille Bourniquel, Jean Le Moal, Le Musée de poche, Éditions Georges Fall, Paris, 1960.
- Michel-Georges Bernard, Jean Le Moal, Éditions Ides et Calendes, Neuchâtel, 2001 (208 p.)  (ISBN 2825801801).

### Articles
- Michel Florisoone, Raymond Cogniat et Yves Bonnat, dans Un an de théâtre, 1940-1941, illustrations de Bertholle, Carlotti, Le Moal, Yves Bonnat et Jacques Grange, Lyon, éditions de la France Nouvelle, 1942.
- François Stahly, Jean Le Moal, dans Werk no 5, Winterthour, 1950.
- {es} Marta Colvin, Jean Le Moal, dans Pro-Arte no 88, Santiago, 27 avril 1950.
- Jacques Lassaigne, Le Moal, dans Art d'aujourd'hui, janvier 1956.
- Jacques Lassaigne, Le Moal, dans XXe siècle, 1956.
- Camille Bourniquel, Jean Le Moal, dans Esprit, mars 1956.
- Denys Chevalier, Le Moal, dans Aujourd'hui art et architecture, juin 1959.
- Yvon Taillandier, Le Moal, dans XXe siècle, juin 1959.
- Michel Conil Lacoste, Jean Le Moal, dans Le Monde, 5 juin 1959.
- Denys Chevalier, Le Moal, dans Aujourd'hui art et architecture, avril 1962.
- Robert Marteau, Le Moal, dans Esprit, mai 1962.
- Denys Chevalier, Les aquarelles de Le Moal, dans XXe siècle, juin 1962.
- Jean Guichard-Meili, L'intimisme de Le Moal, dans Arts, 18 novembre 1964.
- Daniel Abadie, La nature selon Le Moal, dans Combat, 20 décembre 1967.
- Henry Galy-Carles, Le Moal et la tradition française, dans Les Lettres françaises, 15 juillet 1970.
- Jean-Jacques Lévêque, Jean Le Moal, l'âme de la nature, dans Les Nouvelles littéraires, 20 août 1970.
- Camille Bourniquel, Jean Le Moal, dans Esprit, mars 1974.
- Jacques Michel, Le Moal, une architecture, un lieu, dans Le Monde, 10 mars 1974.
- André Guégan, Jean Le Moal, Le quotidien jusqu'au sacré, dans Ouest-France, 12 août 1974.
- Pierre Brisset, Jean Le Moal, dans L'Œil, mars 1982.
- Jean Barrault, Jean Le Moal, dans La revue de la céramique et du verre, juillet 1987.
- Régis Gal, De l'intimité de la chapelle à la majesté des cathédrales; l'évolution de Jean Le Moal, dans La Revue de la céramique et du verre, juillet 1987.
- Jean-Jacques Lerrant, Les parfums de la terre, dans Le Monde, 3 novembre 1990.
- Lydia Harambourg, Jean Le Moal, dans La Gazette de l'Hôtel Drouot, 8 septembre 2000.
- Michel-Georges Bernard, De nouvelles œuvres de Jean Le Moal (1909-2007) rejoignent les collections du musée national d'Art moderne, dans « La Revue des musées de France, revue du Louvre », Paris, juin 2010, p. 93-104.

### Ouvrages généraux
- Georges Charbonnier, Le monologue du peintre, entretien avec Jean Le Moal, Julliard, 1960.
- Jean Guichard-Meili, La peinture aujourd'hui, entretien avec Jean Le Moal, Éditions Témoignage chrétien, 1960.
- Jean Guichard-Meili, Jean Le Moal, dans Les peintres contemporains, Éditions Mazenod, 1964.
- Laurence Bertrand Dorléac, Histoire de l'art : Paris, 1940-1944, Ordre national, Traditions et Modernités, Publications de la Sorbonne, Paris, 1986  (ISBN 2859441220).
- Petites Scènes Grand Théâtre, le théâtre de création de 1944 à 1960, ouvrage conçu et réalisé sous la direction de Geneviève Latour, Délégation à l'action artistique de la Ville de Paris, 1986, 304 p. [notamment p. 192-195 et 205-207].
- Gildo Caputo, entretien avec Patrick-Gilles Persin, dans Cimaise, avril-mai 1990.
- Lydia Harambourg, L'Ecole de Paris, 1945-1965 : dictionnaire des peintres, Neuchâtel, Ides & Calendes, 1993 (réimpr. 2010), 525 p. (ISBN 2-8258-0048-1 et 978-2-8258-0241-0), p. 508-511, 301-303.
- Alain Vollerin, Le groupe Témoignage de Lyon, Mémoire des Arts, Lyon, 2001 (120 p.)  (ISBN 2-912544-16-5).
- Vitraux d'ici, vitraux d'ailleurs, propos d'artistes préfacés par Annie Delay, Éditions Complicités, Grignan et Angle Art Contemporain, Saint-Paul-Trois-Châteaux, 2001 [entretien de Jean Le Moal avec Christine Vaque, 21 août 2001, p. 17-20]  (ISBN 2910721426).
- Yves Bouvier, Christophe Cousin, Audincourt, le sacre de la couleur: Fernand Léger, Jean Bazaine, Maurice Novarina, Jean Le Moal au Sacré-Coeur, Besançon, Canopé-CRDP de Franche-Comté, 2007.
- Laurence Bertrand Dorléac, Après la guerre, collection Art et artistes, Gallimard, Paris, 2011.
- L'art en guerre, 1938-1947, Paris, Connaissance des arts, hors-série, 2012, p. 44-49 (reproduction : La lecture, p. 46).
- La collection d'art moderne, musée de la Cour d'Or – Metz Métropole, Silvana Editoriale, 2014, 204 pages  (ISBN 9788836628070)
- Annie Mirabel (sous la direction de Dominique Buis, Marie-Jo Volle, Nathalie Garel), Jean Le Moal : in Peindre l'Ardèche, Peindre en Ardèche - de la préhistoire au XXe siècle, Privas, Mémoire d'Ardèche et Temps Présent, 2022, chap. 2 (« Peintres du Vivarais, Peintres d'Ardèche »)

## Radio et filmographie
- Jean Le Moal, texte de Robert Marteau, Peintres d'aujourd'hui, production Jacques Simonnet, 1962.
- Jean Le Moal, Le Forum des arts, émission d'André Parinaud, Antenne 2, 17 février 1974.
- Jean Le Moal, Portrait d'artiste, réalisation de Liliane Thorn-Petit, production RTL, 1978.
- Le Moal 85, film et vidéo, réalisation Pascal Bony, Gresh production, 1985.
- Jean Le Moal, entretien avec Bernard Gavoty, réalisation d'Alain Vollerin, Mémoire des arts, Lyon, 1989 (23 minutes).
- Jean Le Moal, 20 ans de peinture, ELAC 1990, introduction d'Odile Plassard, entretiens avec René Deroudille et Jean-Jacques Lerrant, réalisation d'Alain Vollerin, Mémoire des arts, Lyon, 1990 (23 minutes).
- Jean Le Moal, Les arts et les gens, émission de Pierre Descargues, France-Culture, 24 septembre 1990.
- Jean Le Moal, réalisation de Catherine Berthelot, production Pierre Roustang, 1991.
- Jean Le Moal, Encyclopédie audiovisuelle de l'art contemporain, Imago, Paris, 1996.
- Jean Le Moal, Les arts et les gens, émission de Pierre Descargues, avec Alin Avila et Valère Bertrand, France-Culture, 20 avril 1997.
- Jean Le Moal, un peintre de la lumière, film de Daniel Garabédian, dgmh, Paris, 2011 (41 minutes).
- Jean Le Moal, film-interview de Michel Pfulg (1990), Éditions Artprod, Montreux (CH), 2011 (51,54 minutes).
- Jean Le Moal, un peintre à la croisée des arts, film de Daniel Garabédian, dgmh, Paris, 2016 (« Le vitrail », 33 minutes ; « Le théâtre », 16 minutes ; « La sculpture », 16 minutes ;  « La tapisserie », 11 minutes).

## Décorations
- Commandeur de l'ordre des Arts et des Lettres Il est fait commandeur lors de la promotion du 25 avril 1984[33].